# Arquitectura neoclásica en Italia

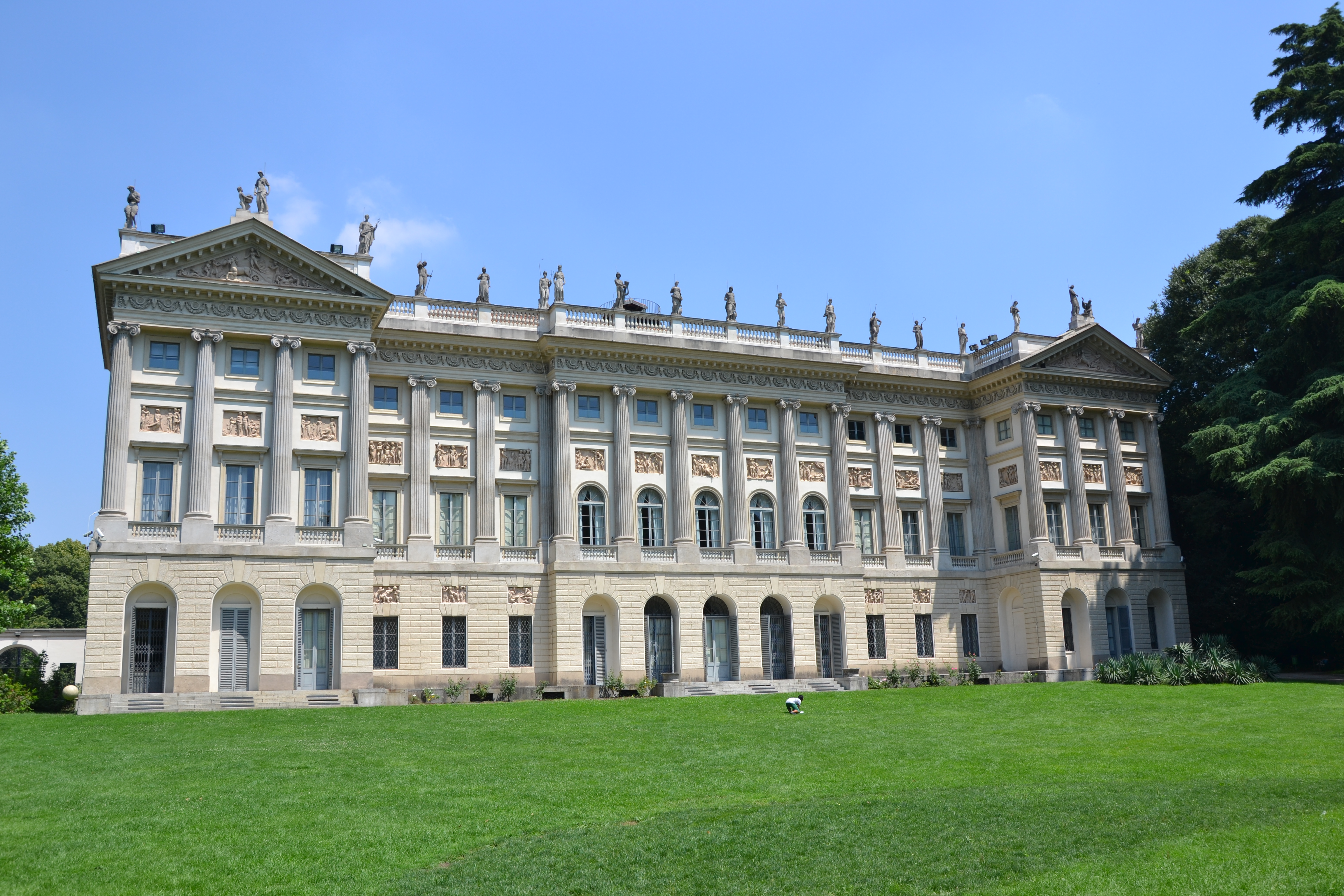
Villa Real (1790-1796) en Milán, de Leopoldo Pollack

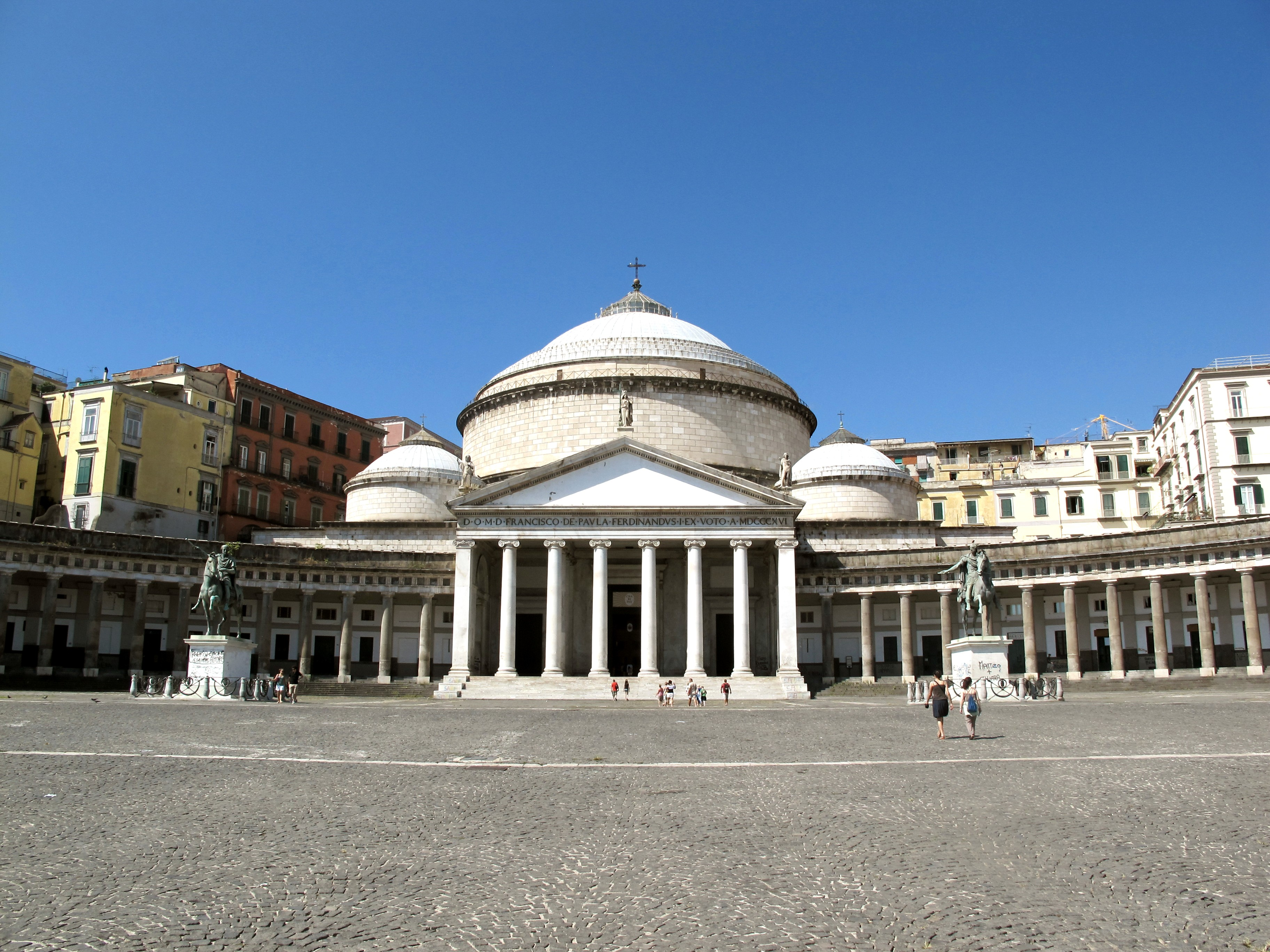
La basílica de San Francisco de Paula (1816-1846) y la piazza del Plebiscito, en Nápoles.

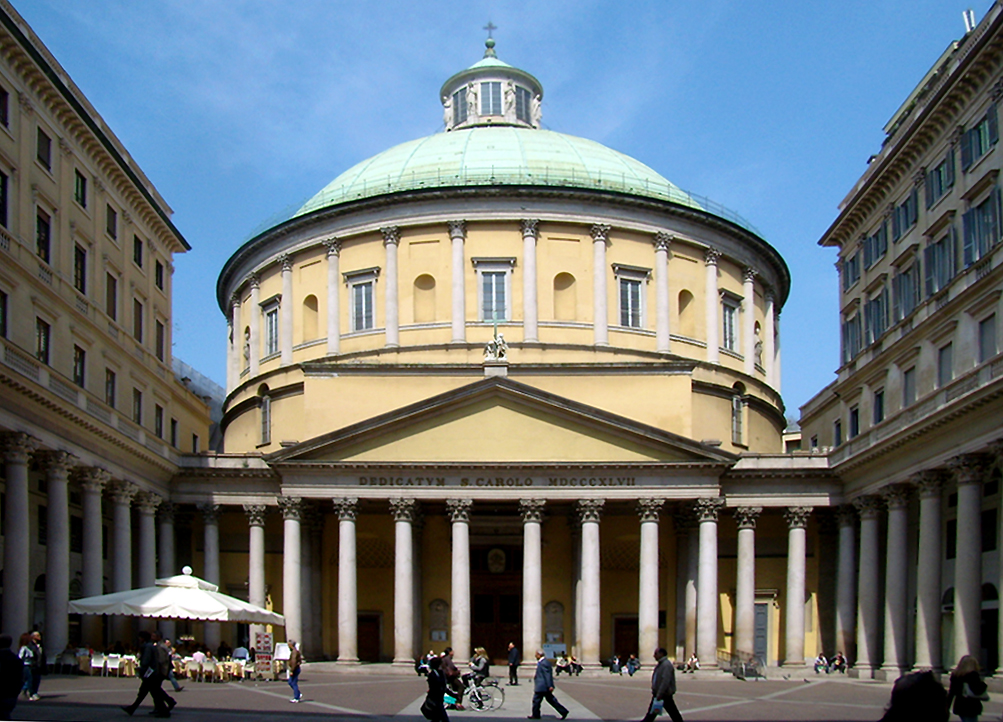
Iglesia de San Carlo al Corso (1832-1847) en Milán, de Carlo Amati.

La arquitectura neoclásica en Italia se desarrolló a partir de la segunda mitad del siglo xviii, en el contexto de pequeños Estados, a menudo enfrentados entre sí y dominados por potencias extranjeras, que precedió a la institución del reino unitario bajo Víctor Manuel II. Por este motivo, el neoclasicismo no se manifestó de igual manera en todo el territorio; además, la ausencia de una cultura unitaria y la gran pobreza que atenazaba a la península italiana en el siglo xviii no eran circunstancias propicias para una florida producción arquitectónica.
A principios de ese mismo siglo se había manifestado una breve, pero extraordinaria, época tardobarroca: en Roma se realizaron monumentos como la Piazza di Spagna, la Fontana di Trevi y la Piazza Sant'Ignazio, mientras que en Piamonte trabajaron Filippo Juvarra (1678-1736) y Bernardo Antonio Vittone (1704-1770). La actividad se trasladó posteriormente al reino de Nápoles, donde Ferdinando Fuga (1699-1782) y Luigi Vanvitelli habían sido llamados para ampliar, respectivamente, el Real Albergo dei Poveri y el Palacio Real de Caserta. En particular, el palacio real, pese a que su exterior muestra ya indicios de una cierta contención neoclásica, es considerado la última gran realización del barroco italiano. La afirmación del neoclasicismo fue por tanto lenta y difícil, y se valió fundamentalmente de aportaciones extranjeras, en particular francesas. Esa influencia francesa es evidente, por ejemplo, en la fachada del Teatro de San Carlos (1810-1816) de Nápoles, de Antonio Niccolini.
Pero a finales del xviii y principios del xix, todo en el país, desde villas y palacios, pasando por iglesias, edificios institucionales y jardines hasta llegar a los interiores, se basaba en recrear modelos de la Roma clásica, lógicamente, y en menor medida griegos. Fueron muchos los edificios inspirados en el Panteón de Agripa —como la iglesia de la Gran Madre di Dio, en Turín o la gran basílica de San Francisco de Paula (1816-1846) en la piazza del Plebiscito, la iglesia italiana más importante de la época—, bien directamente o a través de «La Rotonda», la obra maestra de Andrea Palladio. Antes del descubrimiento de las ciudades perdidas de Pompeya y Herculano, los edificios se inspiraban directamente en las ruinas y edificios clásicos, pero tras el descubrimiento las nuevas ruinas fueron un modelo arqueológico.
El neoclasicismo, incluida su variante neogriega, produjo muchas obras notables en el país, como el Caffè Pedrocchi (1816) de Padua (de Giuseppe Jappelli), el Tempio Canoviano (1819-1830) en Possagno (atribuido, no sin incertidumbres, a Giannantonio Selva), el Teatro Carlo Felice (1826-1828) de Génova (de Carlo Barabino, pero reconstruido en el siglo xx), el Cisternone de Livorno (1829-1842) de Pasquale Poccianti —con claras referencias a la arquitectura romana y al trabajo de Boullée y Ledoux— y el acondicionamiento de la piazza del Popolo en Roma por Giuseppe Valadier.
Además, son dignas de mención las intervenciones promovidas en  Trieste (Teatro Verdi, iglesia de Sant'Antonio), en Milán (palazzo Belgioioso, Villa Reale, Arco della Pace (1807-1838) de Luigi Cagnola, e Iglesia de San Carlo al Corso (1832-1847) y en Palermo (la ecléctica  Palazzina Cinese, el Gimnasio del Jardín Botánico de Palermo y el tardío Teatro Massimo). Todavía se observa un neoclasicismo tardío en la obra de Alessandro Antonelli en el diseño de los exteriores de la basílica de San Gaudencio en Novara y en la Mole Antonelliana en Turín.
Hubo escaso interés de los estudiosos hacia la arquitectura neoclásica italiana, lo que durante mucho tiempo limitó su examen profundo y sereno. Estudios más recientes han puesto de relieve los rasgos distintivos, las peculiaridades y, en algunos aspectos, el carácter unitario de la producción italiana, en sus variantes regionales o incluso locales, en el contexto del policentrismo que todavía caracterizaba la península entre los siglos xviii y xix.

Edificios neoclásicos en Italia
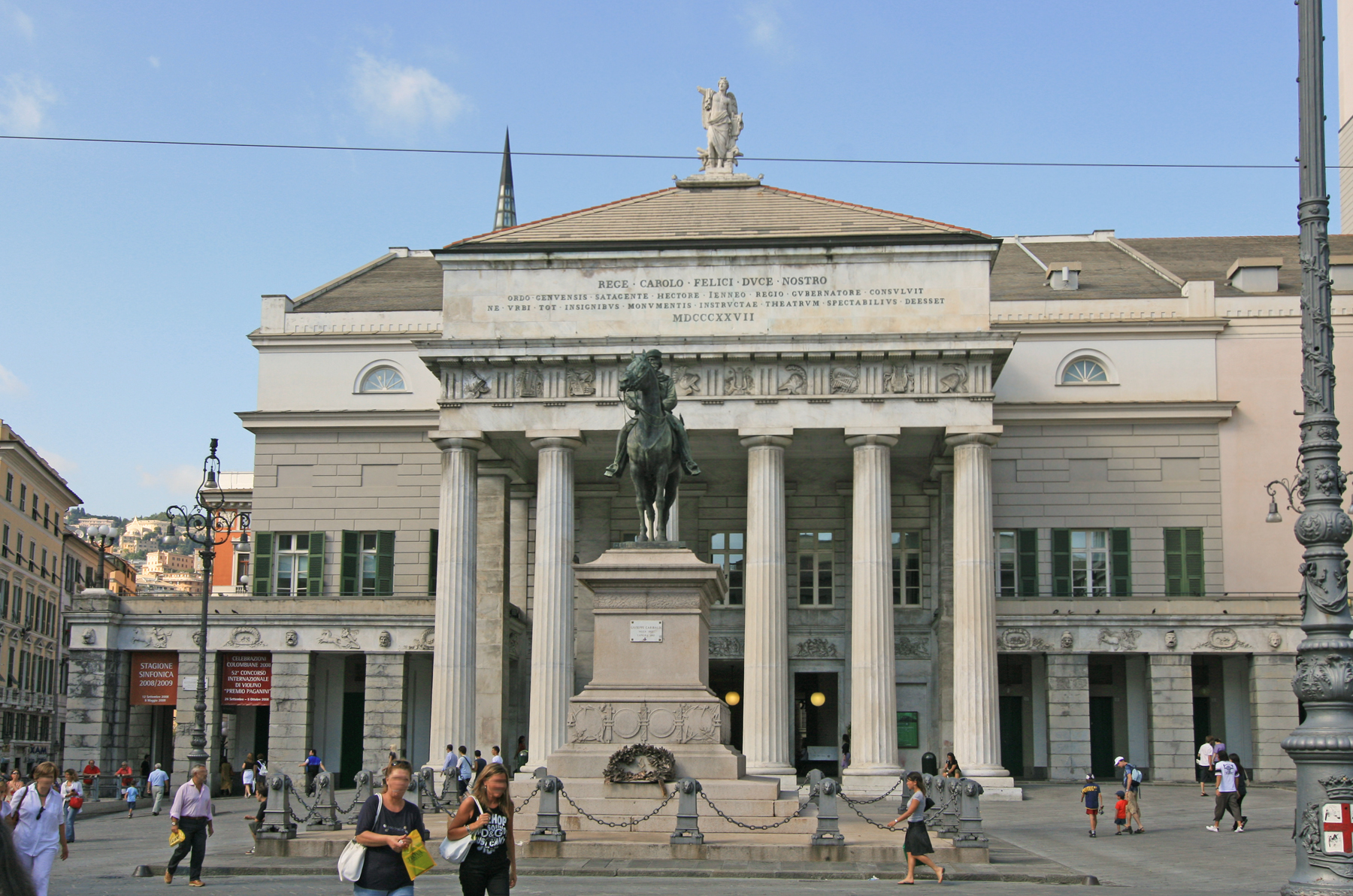
Teatro Carlo Felice en Génova (1826-1828), restaurado tras el incendio de los bombardeos de 1943.
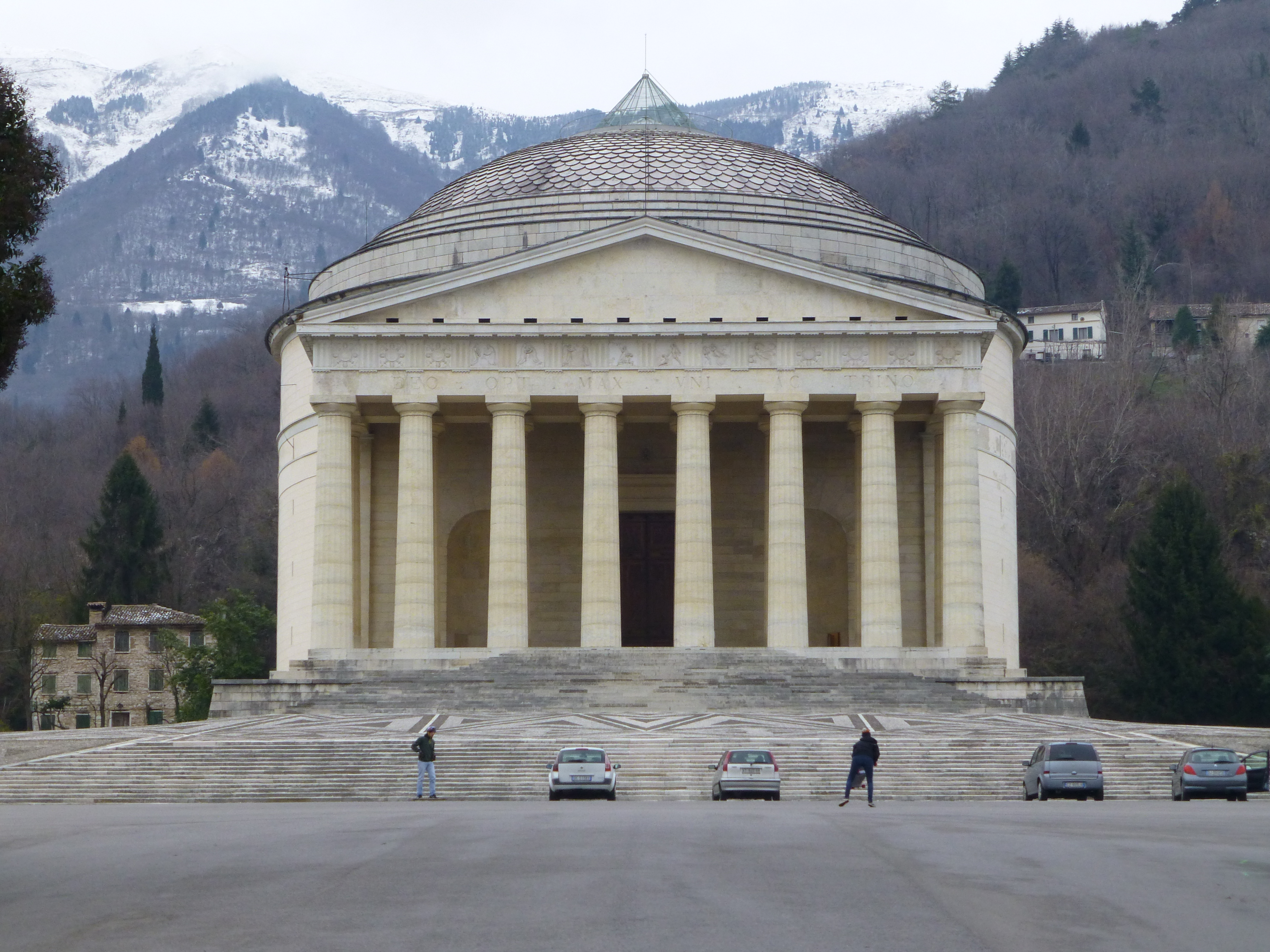
Templo Canoviano (1819-1830) en Possagno, obra de Giannantonio Selva.
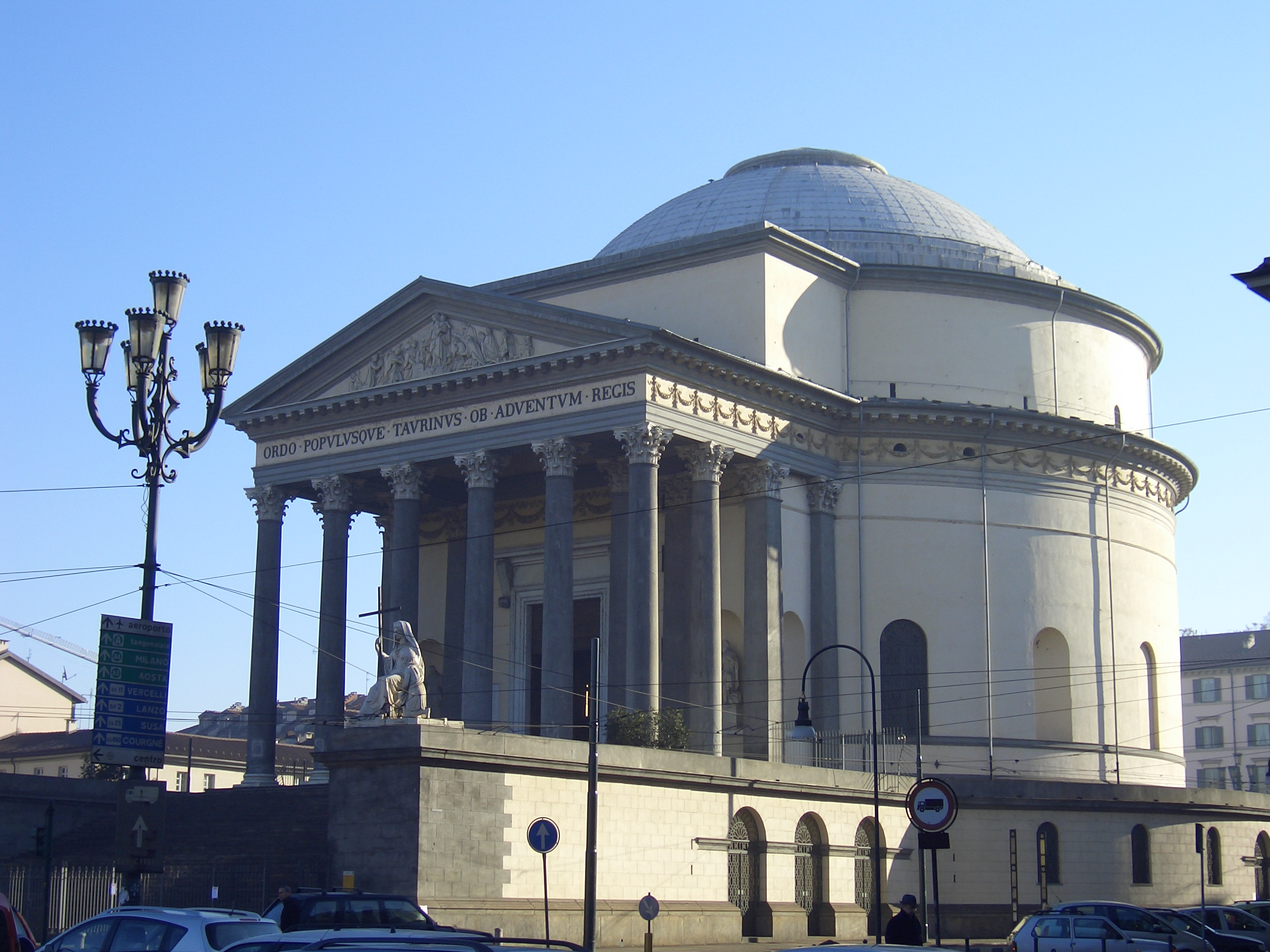
Iglesia de la Gran Madre di Dio (1818-1831) en Turín, de Ferdinando Bonsignore.
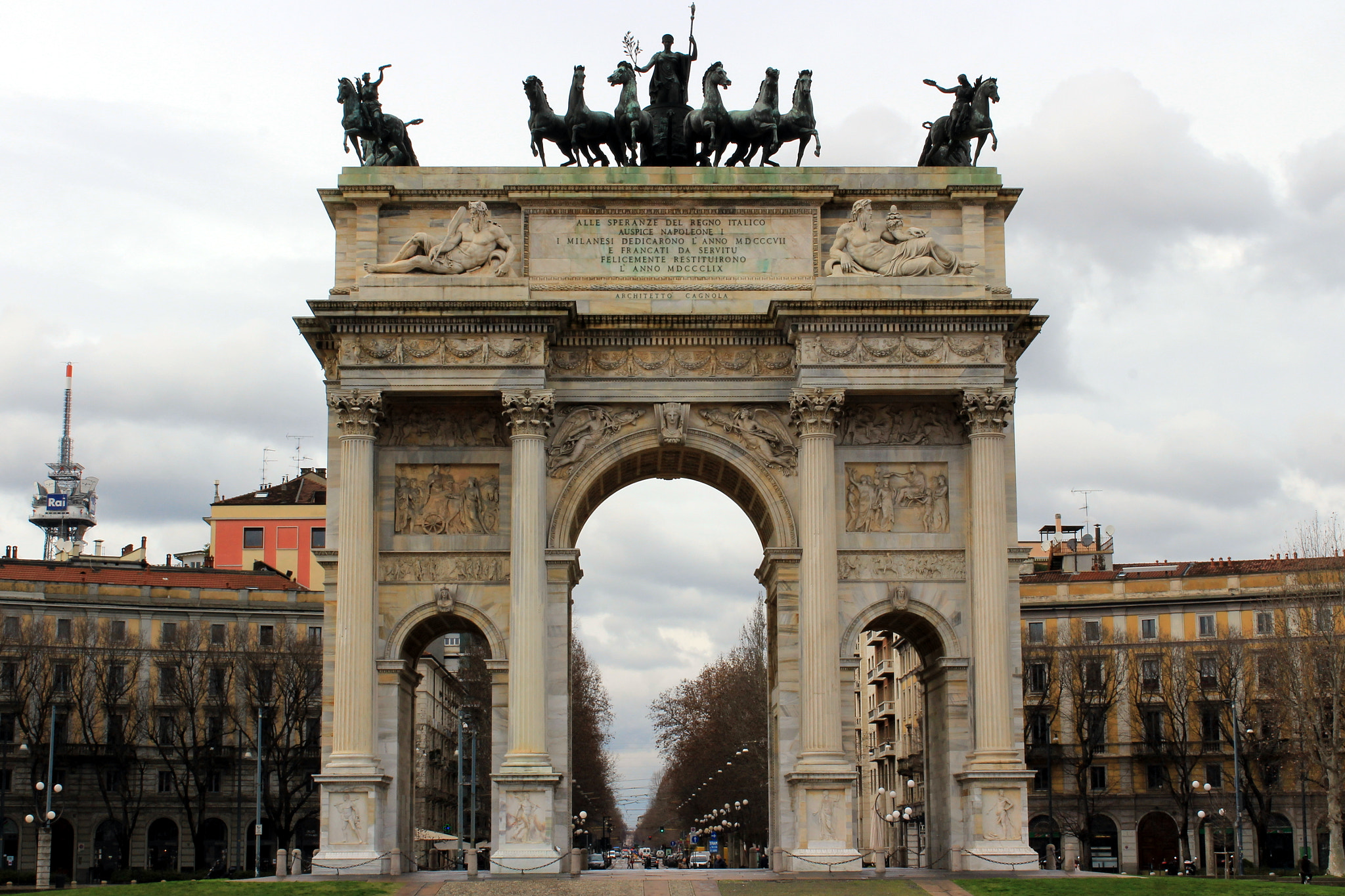
Arco della Pace (1807-1838) en Milán, de Luigi Cagnola.
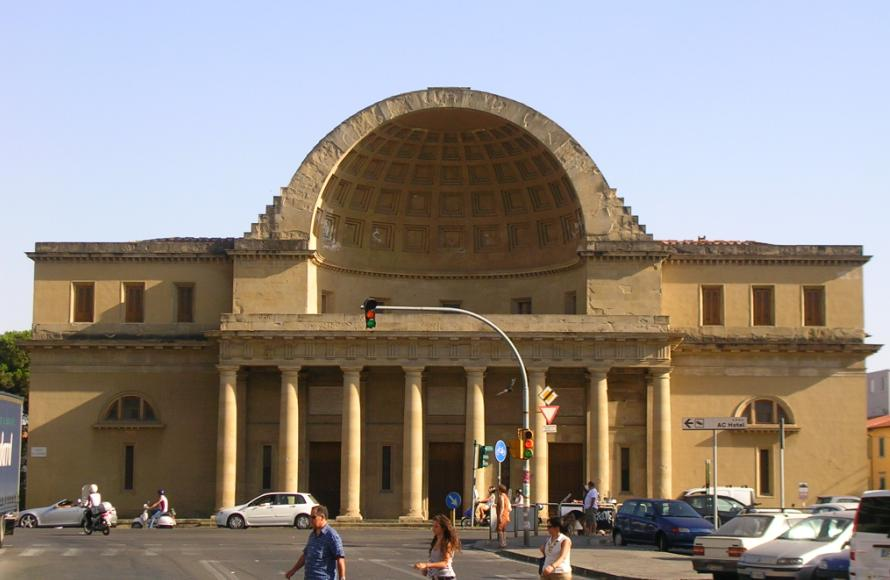
Cisternone (1829-1842) en Livorno, de Pasquale Poccianti.

## Contexto histórico

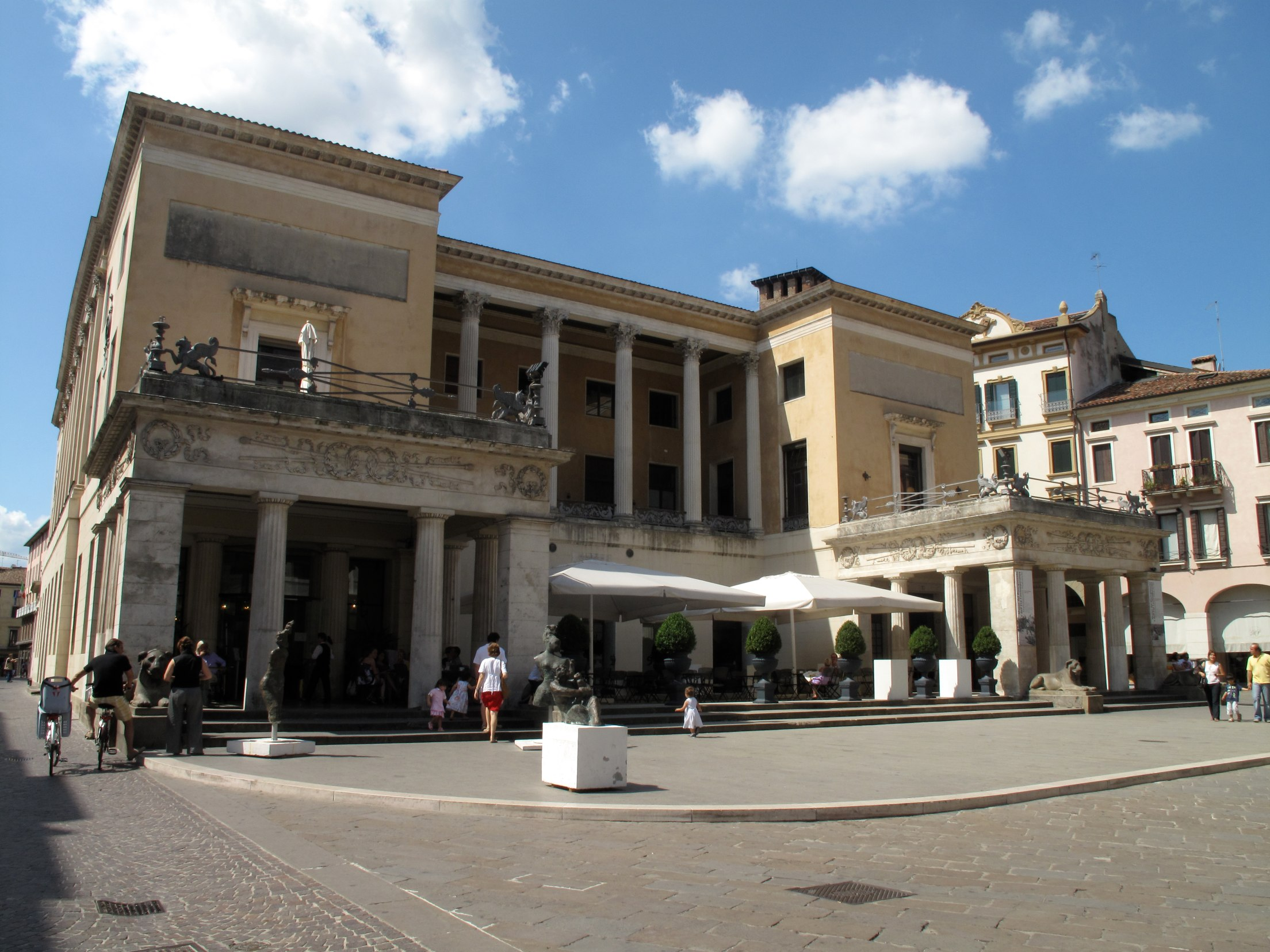
Giuseppe Jappelli, Caffè Pedrocchi, Padua.

Los complejos acontecimientos que afectaron a las regiones italianas entre finales del siglo xviii y principios del xix pueden ser clasificados esencialmente en una fase prerrevolucionaria en el siglo xviii, una fase revolucionaria coincidente con la ocupación francesa, y una tercera fase, la correspondiente a la Restauración, que precedió la anexión al Reino de Italia.
Tras la Revolución francesa las relaciones entre los Estados Pontificios y Francia se deterioraron notablemente. Durante la Campaña de Italia de 1796, los territorios de la Iglesia fueron invadidos y la ciudad de Roma fue ocupada; declarada la República Romana, el papa Pío VI fue deportado primero a la Toscana y posteriormente a Francia. El nuevo pontífice, Pío VII, volvió a Roma cuando las fuerzas de la coalición vencieron a las francesas. Al mismo tiempo Napoleón Bonaparte sustituyó el impulso revolucionario con la idea de construir un imperio mundial; con el objetivo de establecer la unidad religiosa, firmó un concordato con la Iglesia, pero ante la negativa del papa de tomar partido contra los enemigos de Francia, los Estados Pontificios fueron ocupados de nuevo, hasta la definitiva capitulación de Napoleón.

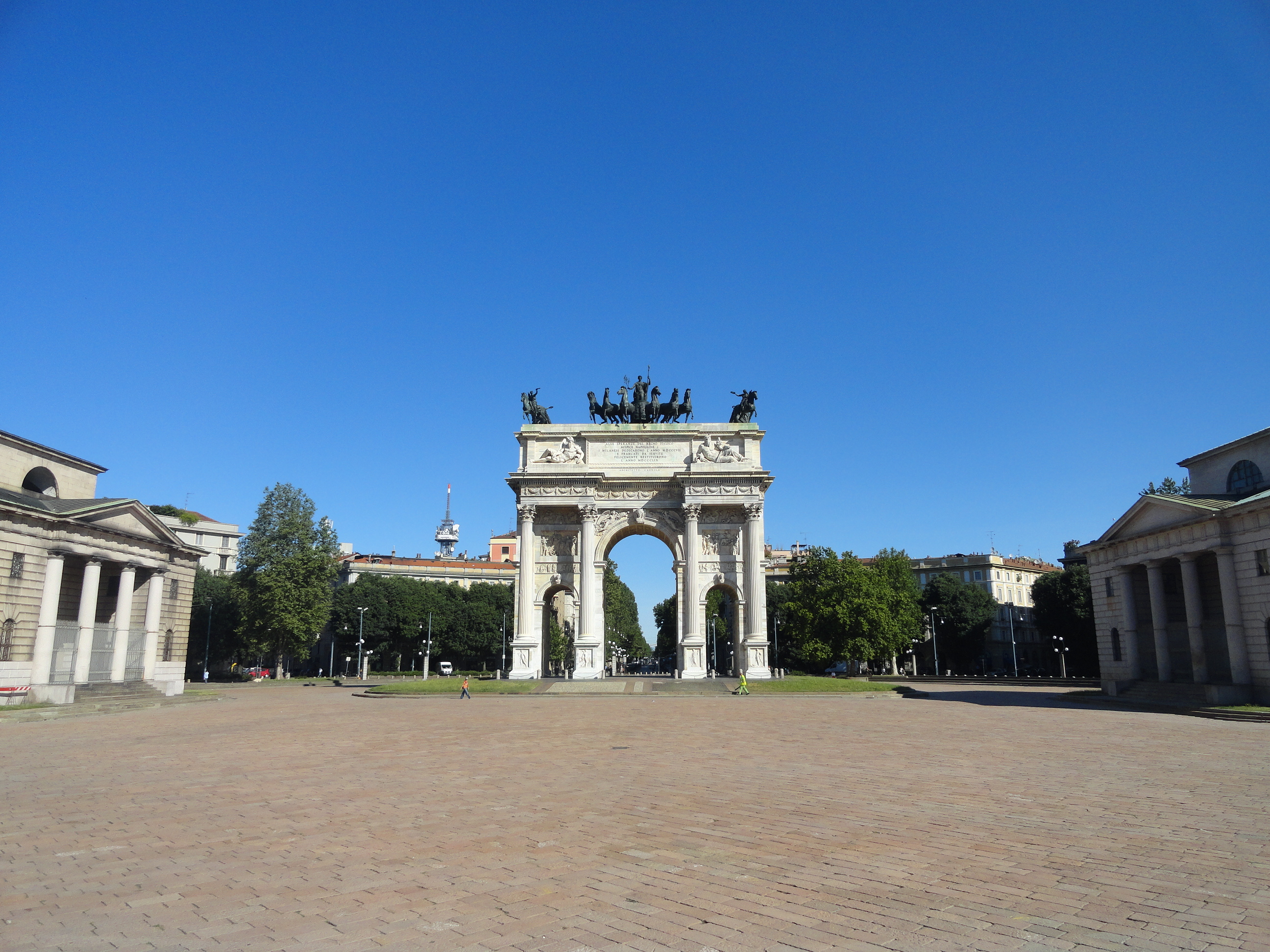
Luigi Cagnola, Arco della Pace, Milán.

Las primeras hostilidades entre Francia y el Reino de Nápoles se produjeron en 1793; en 1796 se firmó un armisticio, pero en 1799 Nápoles y su reino fueron invadidos por el ejército francés. Siguiendo la estela revolucionaria, en 1799 se fundó la República Partenopea, que fue reprimida de manera sangrienta en el arco de pocos meses y a la cual siguió la primera restauración de los Borbones. En 1801, el reino firmó un tratado de neutralidad con Francia, pero el incumplimiento del pacto causó la segunda ocupación francesa de la ciudad, la destitución de Fernando IV y el ascenso al trono de José I Bonaparte. Bonaparte gobernó el Estado entre 1806 y 1808, cuando fue sustituido por Joaquín Murat, quien permaneció allí hasta 1815, año de la segunda restauración de los Borbones.
La República de Venecia dejó de existir en 1797. Fue ocupada por las tropas de Napoleón, pero parte de sus territorios fueron cedidos al Imperio Austriaco tras el tratado de Campo Formio; el cambio de régimen causó una grave crisis económica. Con la vuelta de los franceses las cosas mejoraron; así, el Véneto fue anexionado al Reino de Italia, pero tras el Congreso de Viena el territorio unificado del Reino Lombardo-Véneto volvió bajo el control austriaco.
En 1737, el Gran Ducado de Toscana pasó a estar bajo el dominio de los Habsburgo-Lorena. Con Pedro Leopoldo de Lorena, que fue gran duque entre 1765 y 1790, el Estado atravesó importantes reformas del comercio, de la administración pública y de la justicia. Tras la ocupación francesa se creó el Reino de Etruria (1801-1807) y posteriormente se anexionó la Toscana al Imperio Francés. La restauración de Fernando III de Lorena en 1814, el ascenso al trono de su hijo Leopoldo II y la anexión de la República de Lucca en 1847 completan el panorama político toscano de la época neoclásica.

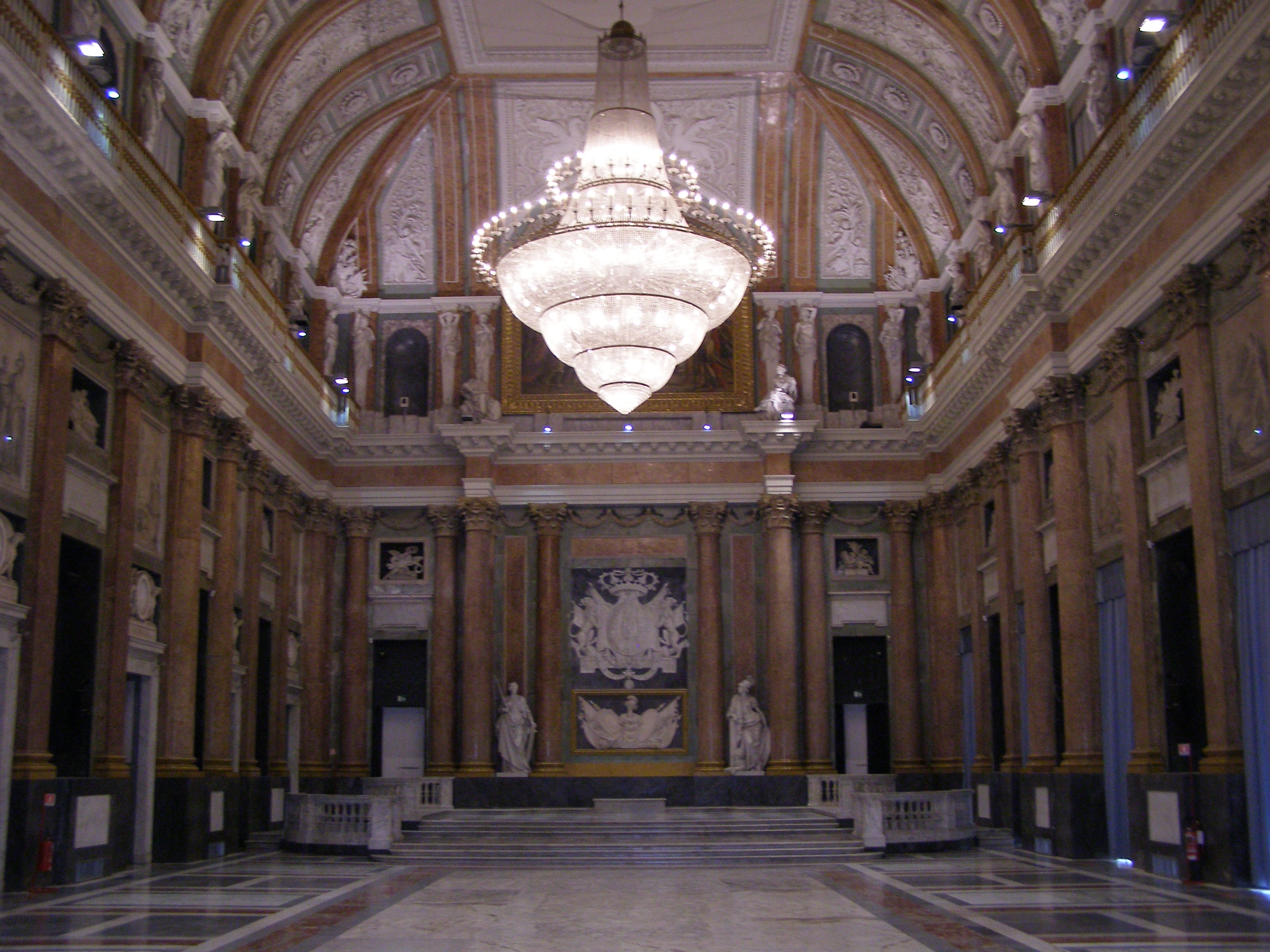
Simone Cantoni, Sala del Gran Consejo, Palacio Ducal, Génova.

Hacia finales del siglo xviii, la Lombardía estaba todavía bajo el dominio del Imperio Austriaco, pero en 1797, con la llegada de Napoleón, el antiguo Ducado de Milán pasó a formar parte de la República Cisalpina. Durante la administración francesa, Milán se convirtió en el punto de encuentro de todos los jacobinos y progresistas italianos. Durante un breve periodo, la región volvió a estar bajo el control austriaco, pero el 2 de junio de 1800 Napoleón entró en Milán a la cabeza de su ejército. Tras la batalla de Marengo nació la segunda República Cisalpina, que primero cambió su nombre por el de República Italiana y posteriormente por el de Reino de Italia, hasta su disolución en 1814.
El Reino de Cerdeña, tras la derrota sufrida por los piamonteses en 1796 ante el ejército francés, cedió Niza y Saboya a Francia. En 1800, durante la segunda Campaña de Italia, Napoleón se aseguró la posesión del Piamonte y de la Liguria, que mientras tanto se había transformado en la República Ligur. Entre 1802 y 1805, el Piamonte y Génova estuvieron unidos al Imperio Francés. Tras el congreso de Viena, que restauró a los Saboya en el trono piamontés, el Reino de Cerdeña se anexionó la Liguria.

## Las variantes regionales

### Véneto

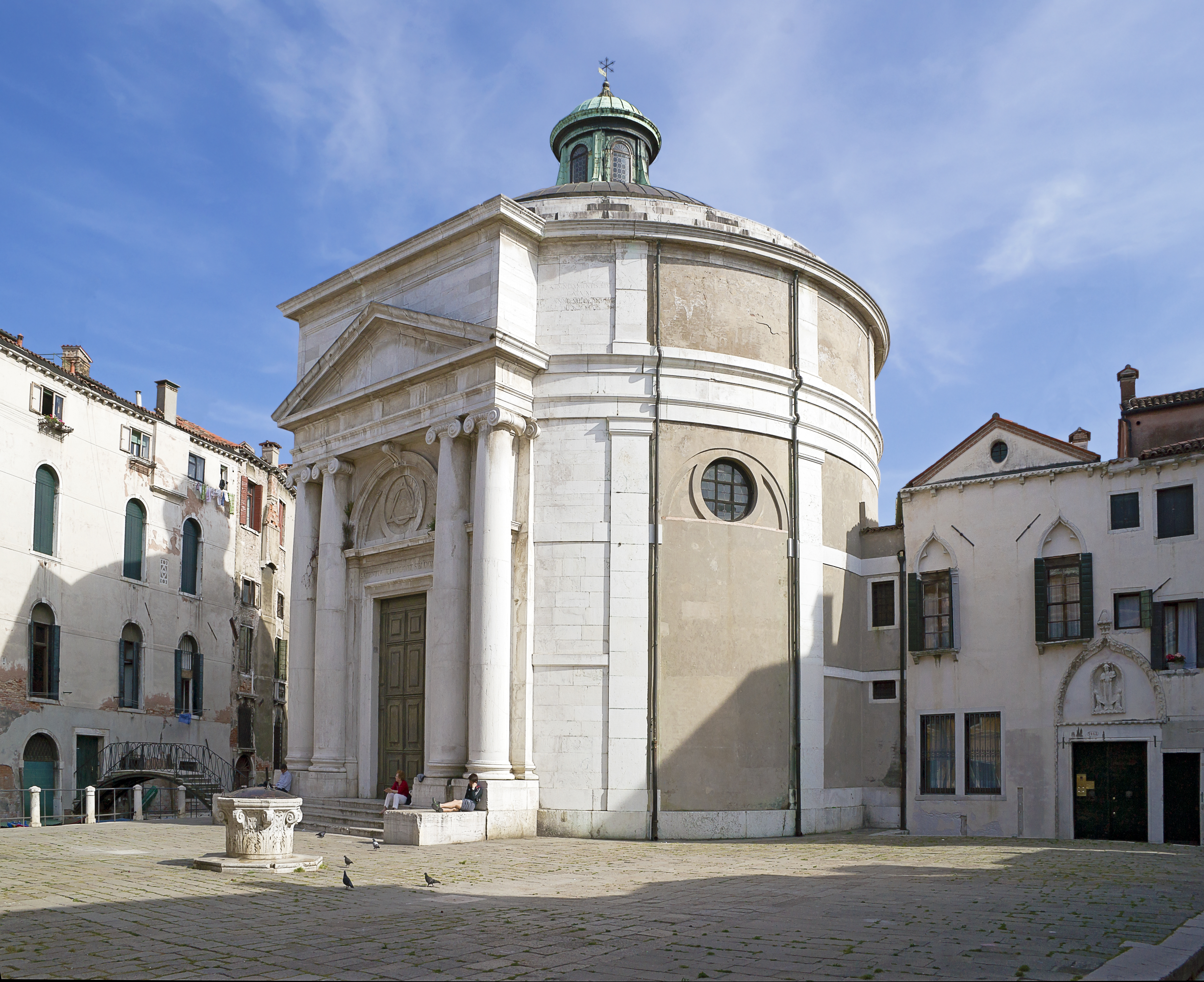
Tommaso Temanza, iglesia de la Magdalena, Venecia.

Aunque gran parte de la crítica considera que el neoclasicismo italiano tuvo su origen en Roma, fue en el Véneto donde ya en la primera mitad del siglo xviii empezó lentamente a tomar forma un gusto arquitectónico más acorde a las tendencias europeas. Pese a que resulta difícil establecer de manera precisa el nacimiento de las tendencias neoclásicas, el Museo Lapidario Maffeiano de Verona, completado en 1745 por Alessandro Pompei (1705-1782), se puede considerar un adelanto del neoclasicismo.
Al mismo tiempo, Venecia tuvo un papel relevante en la elaboración teórica de los principios neoclásicos con la presencia de Carlo Lodoli y Francesco Algarotti, defensores de ideas funcionalistas y contrarias al barroco, que trabajaron en un contexto todavía dominado en gran parte por el legado de Palladio, sin conseguir por tanto ejercer mucha influencia sobre sus contemporáneos. No obstante, en Venecia es posible identificar una línea arquitectónica de una cierta coherencia, apreciable ya en el pórtico de la iglesia de San Nicola da Tolentino (1706-1714) de Andrea Tirali, a la cual siguieron las iglesias de San Simone Piccolo de Giovanni Antonio Scalfarotto y de la Magdalena (1780) de Tommaso Temanza, que ya en 1748 había propuesto en Padua una fachada de sabor racional para la iglesia de Santa Margherita. La iglesia de la Magdalena, en particular, se puede tomar como manifiesto de las nuevas tendencias. Duramente criticada por sus contemporáneos por su exceso de «paganismo», fue concebida como un compacto volumen cilíndrico, en torno al cual giran los espacios irregulares del antiguo tejido urbano veneciano.

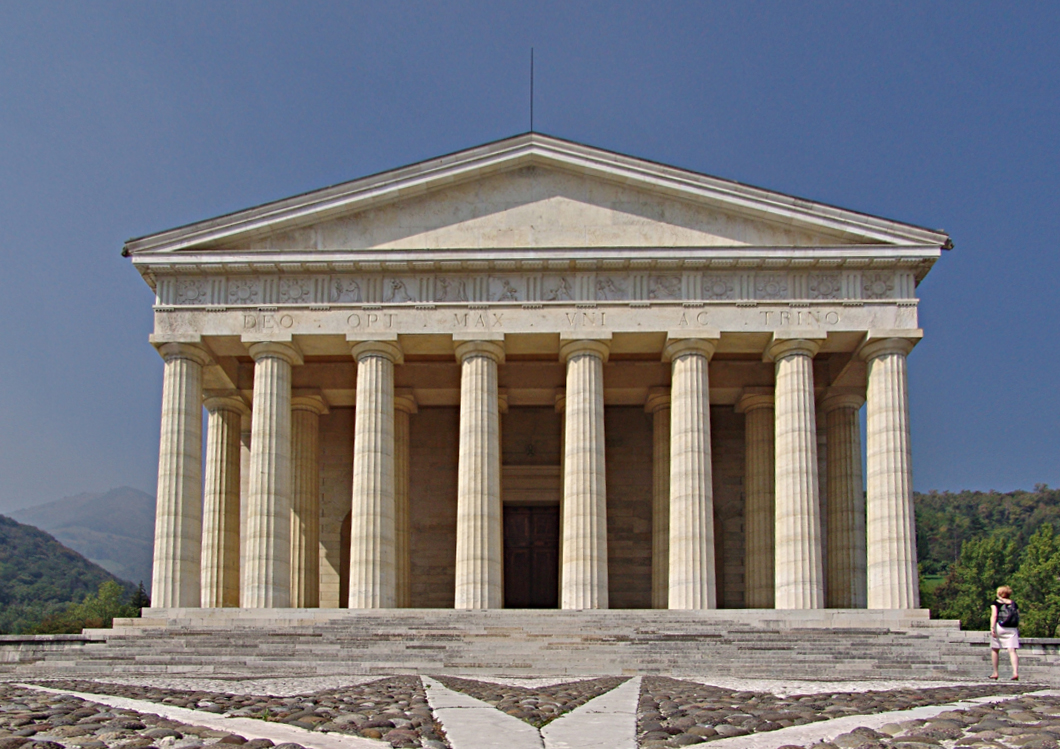
Templo Canoviano, en Possagno, atribuido no sin dudas a Giannantonio Selva.

El principal artífice de esta renovación fue Giannantonio Selva (1751-1819). En su proyecto para el Teatro La Fenice de Venecia (1790-1792) supo aprovechar con racionalidad la conformación irregular de la parcela, obteniendo un edificio excepcional desde el punto de vista acústico y visual. Selva trabajó también en las iglesias venecianas de San Maurizio (1806) y del Nome di Gesù (1815), terminadas posteriormente por su alumno Antonio Diedo; con Diedo proyectó la fachada de la Catedral de Cologna Veneta (1810-1817) y el Templo Canoviano de Possagno (1819-1833), una acertada fusión entre los modelos del Partenón y del Panteón, cuya atribución es sin embargo incierta. Sus edificios, bien proporcionados y basados en pocos temas, sobrepasaron el interés provincial.
En los primeros años del siglo xix, la mayor parte de los encargos fueron confiados a arquitectos forasteros, como Giuseppe Soli, autor del lado occidental de la plaza de San Marcos, y Lorenzo Santi, que renovó el Palacio del Patriarcado. Tras el interludio napoleónico destacó Giuseppe Jappelli (1785-1852); alumno de Selva, debe su fama al Caffè Pedrocchi y al Pedrocchino de Padua, edificio ecléctico al cual se unen también elementos neogóticos. Trabajó también en numerosas villas vénetas, mostrando un estilo decidido y competente, digno del neoclasicismo internacional.

### Roma

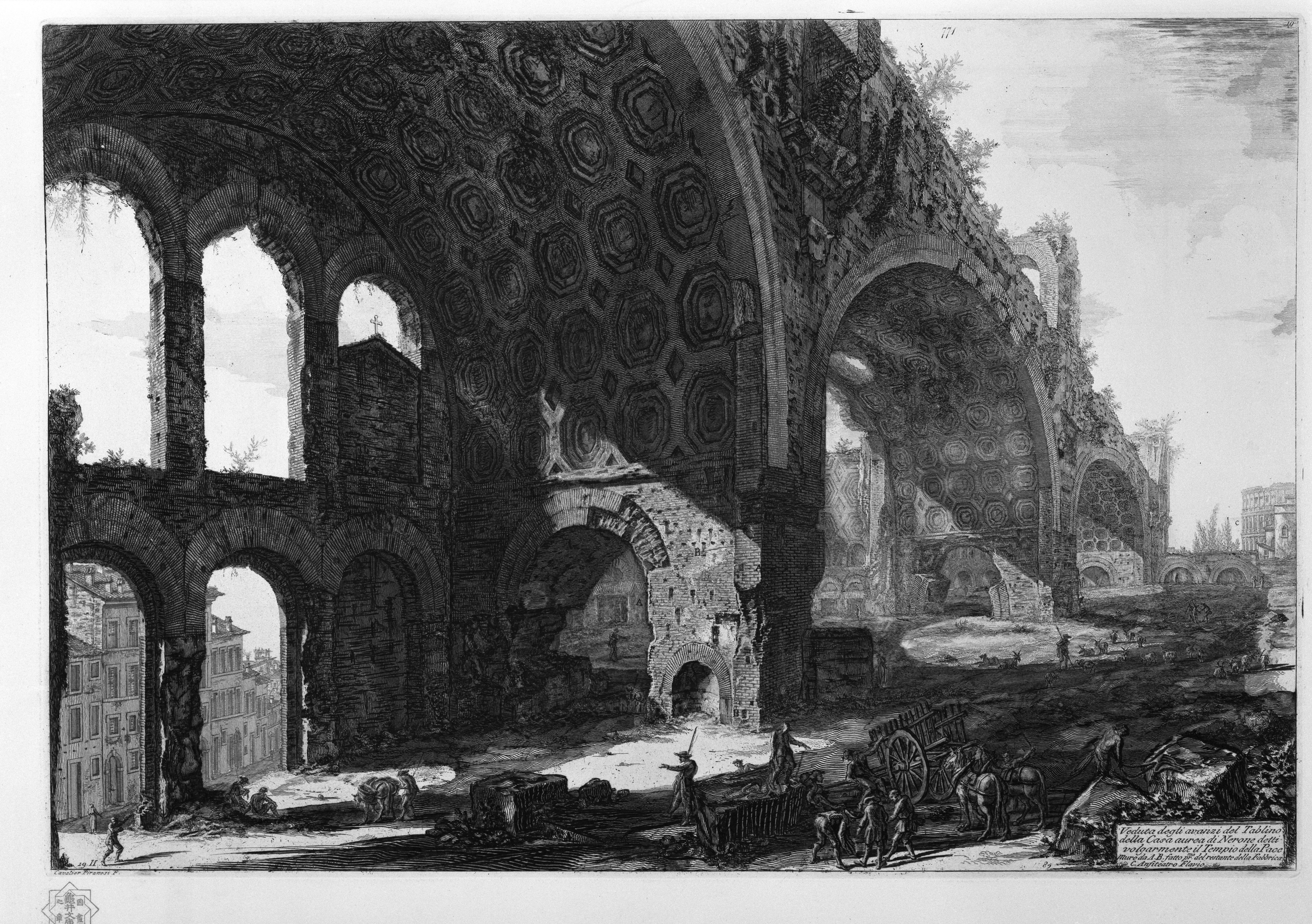
Giovanni Battista Piranesi, grabado que reproduce la Basílica de Majencio de Roma.

En Roma, tras la extraordinaria época barroca y tardobarroca que dio sus frutos hasta las primeras décadas del siglo xviii, no se registra una actividad particularmente intensa. La cultura teórica del Véneto encontró no obstante en Roma un punto de referencia: la admiración por Palladio y el estudio del mundo antiguo se fundieron así en una única línea cultural. Por otra parte, en 1740, Giovanni Battista Piranesi (1720-1778) llegó a la capital de los Estados Pontificios desde Venecia; el estudio de los restos romanos proporcionó un apasionante estímulo para su producción de grabados, que ejercerán mucha influencia en la cultura neoclásica. Sin embargo, su producción arquitectónica fue limitada: la iglesia de Santa Maria al Priorato (1764) se presenta como un edificio muy tradicional, cargado de decoraciones totalmente alejadas de la serenidad helénica anhelada por Johann Joachim Winckelmann. Otro véneto, Giacomo Quarenghi (1744-1817), reconstruyó, antes de partir para Rusia, la catedral de Santa Scolastica de Subiaco, en un palladianismo simplificado y revisado mediante el conocimiento de los antiguos monumentos.
La segunda mitad del siglo fue testigo de la actividad de Carlo Marchionni (1702-1786), que fue llamado a realizar la villa del cardenal Albani. Caracterizada por un neorrenacentismo redundante, esta residencia se puede considerar un teatro para las nuevas tendencias de la arquitectura romana; basta pensar que su propietario era un gran coleccionista de hallazgos arqueológicos y promotor de campañas de exacavaciones, a cuyos méritos se añade el de haber designado como su bibliotecario a Winckelmann. A pesar de esto, el nombre de Marchionni está unido sobre todo a la sacristía de san Pedro en Vaticano, una obra poco acertada, excesivamente fastuosa, que sufrió duras críticas por parte del único estudioso italiano de una cierta importancia, Francesco Milizia. Milizia era un admirador de la simplicidad del arte de la Antigua Grecia y de las grandiosas obras públicas romanas. Sostenía la idea de la arquitectura como un arte racional al servicio de la sociedad civil; no obstante, un aspecto interesante de su pensamiento era el de no excluir, en las intervenciones urbanísticas, la exigencia de lo diferente o irregular para contrarrestar el riesgo de monotonía, aunque de manera controlada y no espontánea.

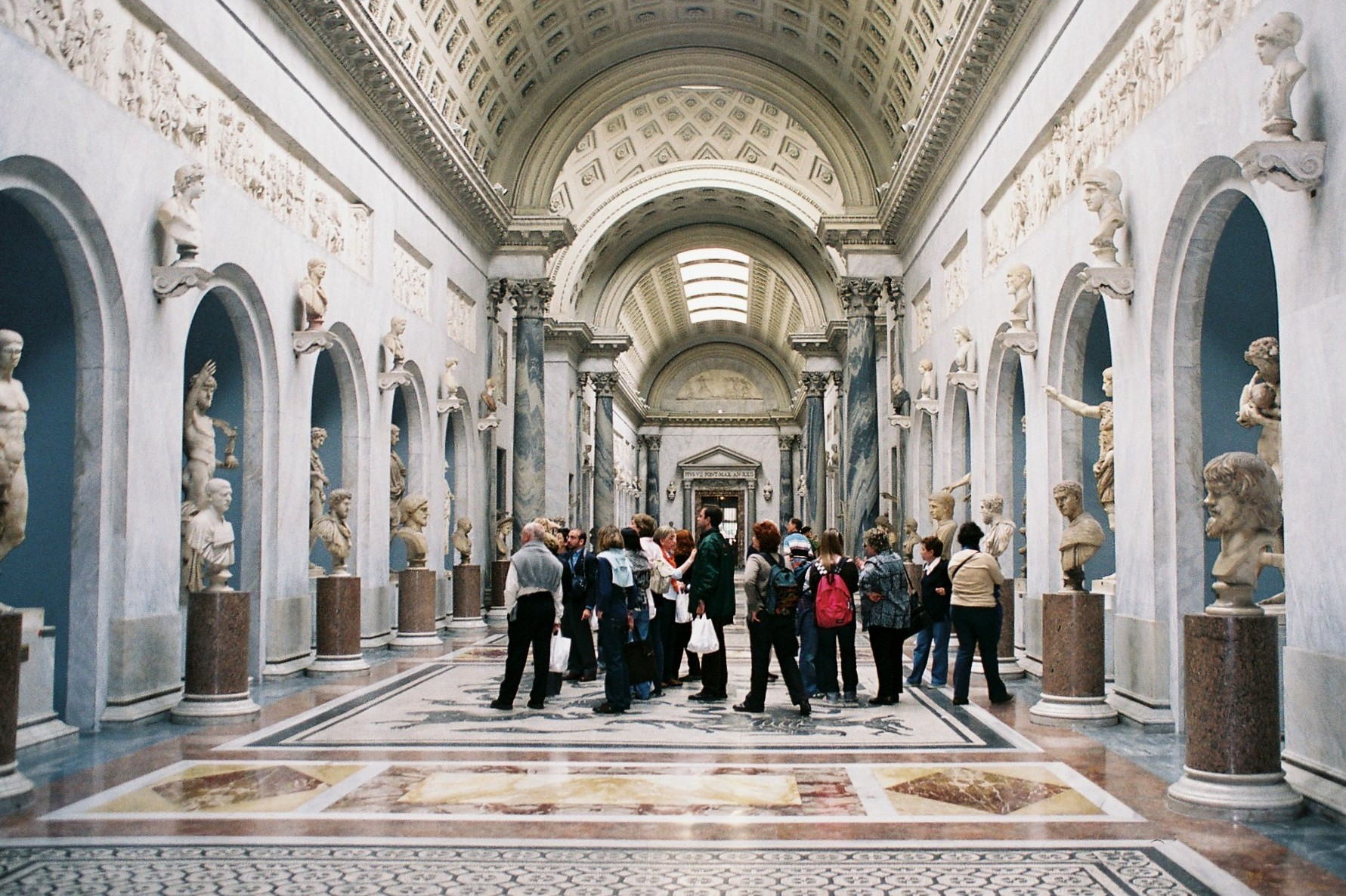
Raffaele Stern, ala nueva de los Museos Vaticanos, Roma.

El neoclasicismo propiamente dicho llegó a Roma con Giovanni Battista Visconti, Comisario de los Museos y Superintendente de Antigüedades, que sucedió a Winckelmann a partir de 1768. Visconti promovió una serie de transformaciones de los Museos Vaticanos, que tuvo inicio con la alteración del patio octogonal por parte de Alessandro Dori, sustituido posteriormente por Michelangelo Simonetti.
A partir de 1775, bajo el pontificado del papa Pío VI, las obras se retomaron con mayor vigor. Bajo el proyecto del propio Simonetti y Pietro Camporese se añadieron imponentes salas museísticas, como la de las musas, la sala con forma de cruz griega y la escalinata de acceso. Entre 1817 y 1822, Raffaele Stern realizó la llamada «ala nueva». En su conjunto, estas estancias constituyen una secuencia de espacios diferentes, todos ellos caracterizados por una insólita corrección arqueológica, que sin embargo resultará difícilmente aplicable a obras menores.
La ocupación francesa de Roma coincidió con la afirmación de un estilo neoclásico seguro y fácil de imitar. Giuseppe Valadier (1762-1839), que había trabajado durante mucho tiempo en los Estados Pontificios y en particular en Urbino, donde había restaurado en estilo neopalladiano la catedral, se convirtió en la principal figura de referencia. Para justificar el éxito de este arquitecto contribuyeron, al menos inicialmente, su condición de buen católico y su origen francés. Valadier trabajó en las restauraciones del Coliseo, del Arco de Tito, del Panteón y del Ponte Milvio, dedicándose además a los proyectos de la Villa Torlonia, el Caffè del Pincio, la fachada de la iglesia de San Rocco all'Augusteo y la remodelación de la Piazza del Popolo, esta última considerada una obra maestra del neoclasicismo italiano desde el punto de vista urbanístico.

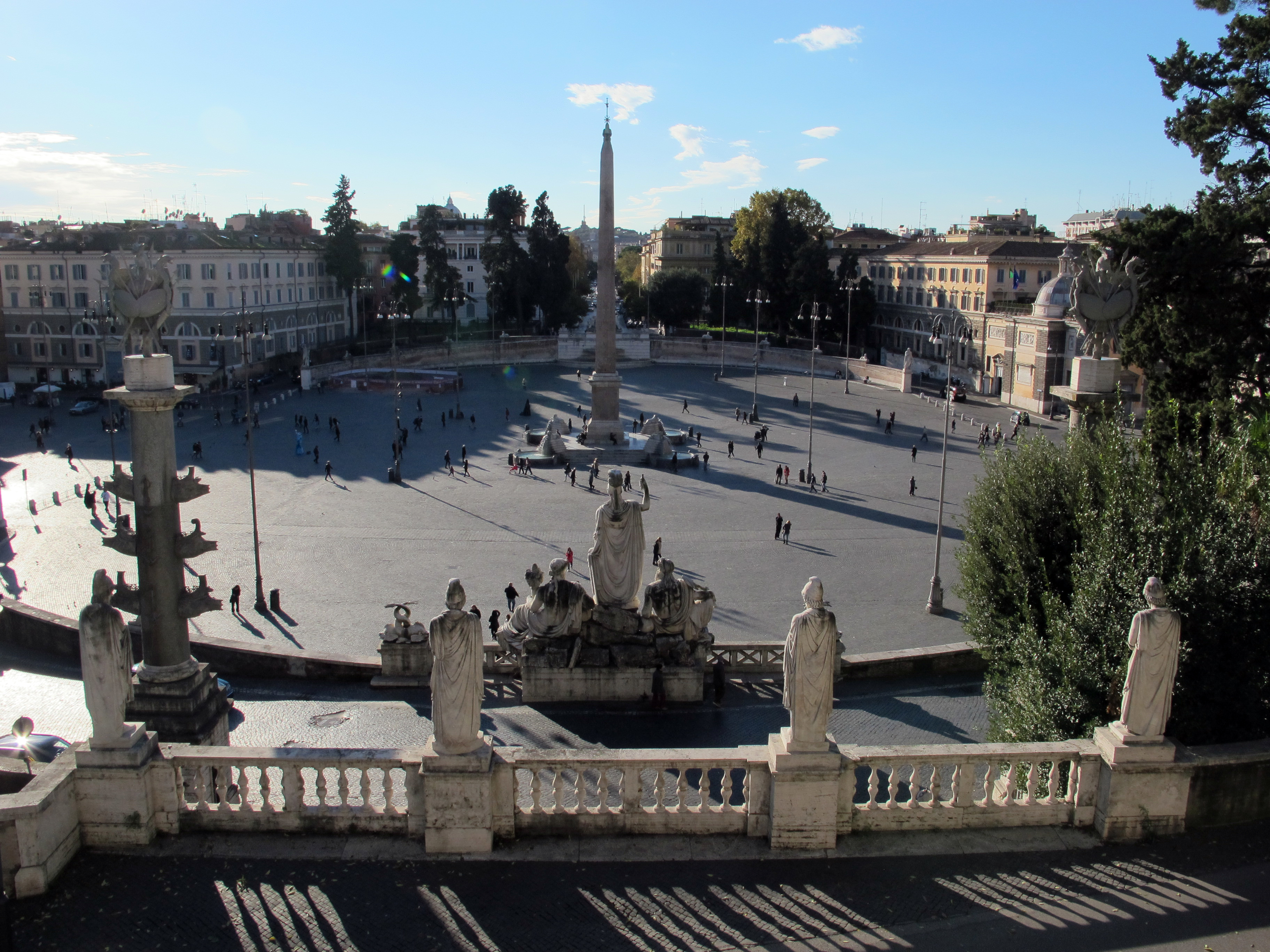
Giuseppe Valadier, remodelación de la Piazza del Popolo, Roma.

Antes de la intervención de Valadier, la Piazza del Popolo se presentaba como un espacio caótico, aunque fuertemente caracterizado, comprendido entre la Porta del Popolo y las iglesias barrocas de Carlo Rainaldi. En 1793, teniendo en cuenta las indicaciones de un concurso celebrado veinte años antes, el arquitecto presentó una primera propuesta para la remodelación de la plaza, caracterizada por un espacio arquitectónico con forma de trapecio, con grandes edificios destinados a cuarteles protegidos por dos órdenes de columnas. A este diseño siguió un segundo proyecto, en el que se mantenía la planta en trapecio, pero en el cual, en lugar de los largos edificios previstos en la solución inicial, se colocaron dos barandillas, tras las cuales se contemplaban amplios jardines. El proyecto definitivo, que presentaba algunas modificaciones introducidas por Louis-Martin Berthault, fue aprobado en 1813. Valadier hizo que la plaza asumiera una forma elíptica, con la inserción de dos muros monumentales simétricos a ambos lados de las iglesias gemelas de Rainaldi; además, conectó estos dos hemiciclos con la Via del Babuino y la Via di Ripetta gracias a la presencia de nuevas construcciones, y otorgó una simetría análoga al lado orientado hacia la basílica de Santa María del Popolo. Como ha observado la crítica, en la Piazza del Popolo el neoclasicismo no es el elemento dominante, pero contribuyó a la perfecta coexistencia de las diferentes realidades arquitectónicas.
En los años posteriores a la unificación italiana, la nueva estructura político-cultural del Reino de Italia terminó por preferir el estilo neorrenacentista. Las motivaciones se pueden buscar, en primer lugar, en el carácter fuertemente nacionalista representado por la arquitectura renacentista; en segundo lugar, este estilo se adaptaba perfectamente a la realización de edificios civiles, que constituían la tipología arquitectónica más en boga en la época. En cualquier caso, el ambiente festivo de la capital del Estado unitario coincidió con una serie de intervenciones a gran escala, no clasificables estrictamente hablando en la corriente neorrenacentista. El monumento a Víctor Manuel II, de Giuseppe Sacconi, atestigua el nivel medio de la cultura arquitectónica de la época: una cultura fundada, por un lado, sobre una resistente base clasicista tradicional y, por el otro, orientada hacia nuevas investigaciones, que miraban, por ejemplo, a la obra de Charles Garnier. No es casualidad que este monumento fuera terminado en 1911, año de la Exposición Universal y del inicio del sueño imperial.

### Nápoles

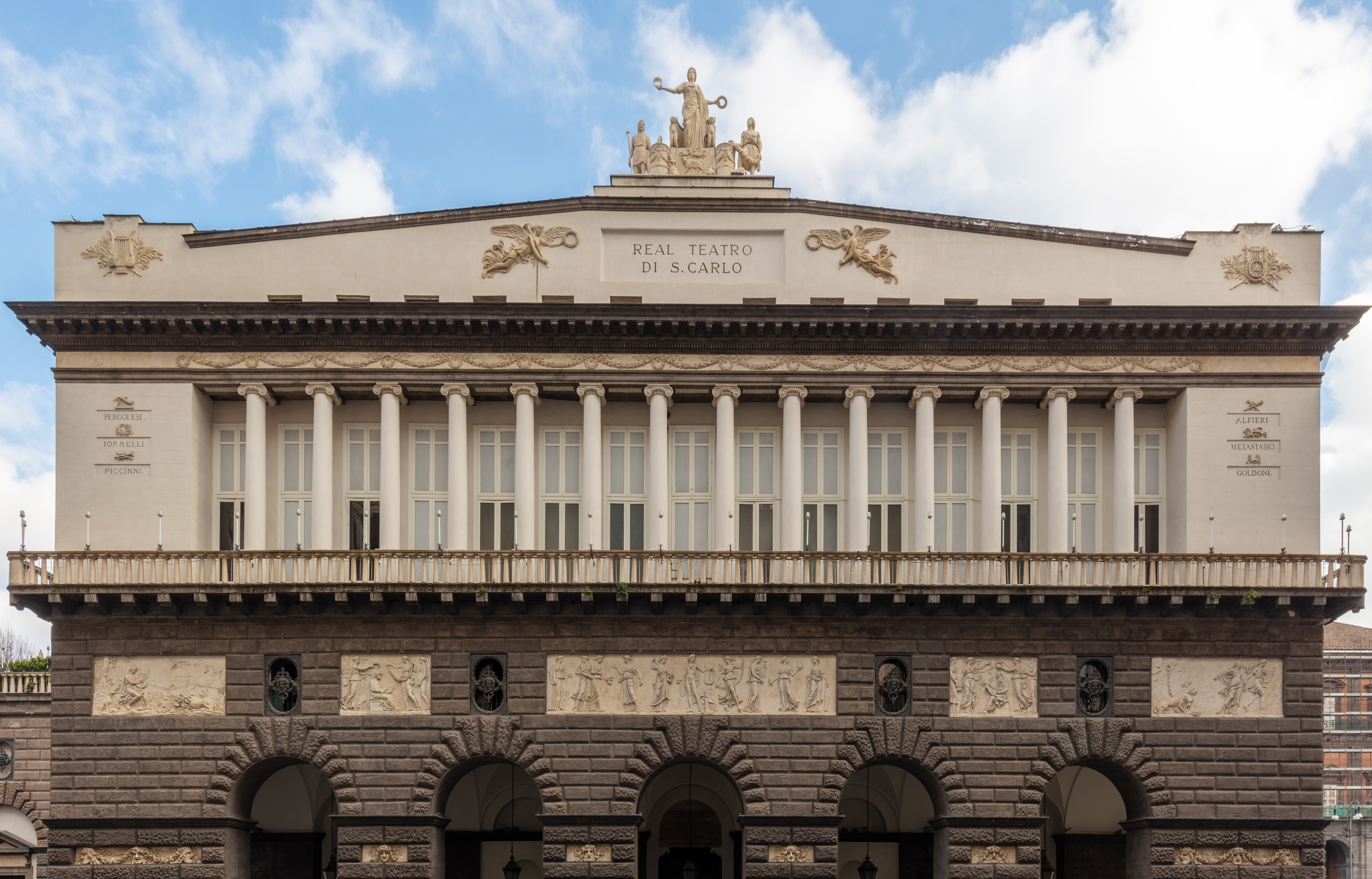
Antonio Niccolini, Teatro de San Carlos, Nápoles.

A la fase del siglo xviii del neoclasicismo napolitano pertenece la colonia agrícola de San Leucio, creada a partir de 1773 por voluntad de Fernando IV a unos pocos kilómetros de la capital del reino. Esta colonia se puede enmarcar dentro de las utopías de los siglos xviii y xix. Su ordenación se basaba en un código que recogía el derecho y el deber al trabajo, además de la igualdad de todos los colonos; la retribución se efectuaba mediante una compensación creciente en función de la capacidad. Además, se abolieron las dotes matrimoniales y había un sistema mutuo de asistencia para los enfermos y para los ancianos. El gobierno estaba confiado a representantes del pueblo, pero la constante presencia del rey en San Leucio ponía en evidencia el absolutismo del soberano. La composición urbanística de la colonia fue supervisada por Francesco Collecini (1723-1804), que se basó en un preciso orden simétrico. Desde el punto de vista arquitectónico, las casas expresaban un carácter rústico, no carente de una cierta solidez. El edificio principal, el Belvedere, contenía la escuela, la iglesia, la residencia real, la residencia de los principales ciudadanos, los depósitos y el equipamiento de la fábrica. La fachada meridional, caracterizada por amplias aperturas de vidrio, lesenas gigantes y un alto tímpano, atestigua un gusto clasicista procedente de la obra de Luigi Vanvitelli.

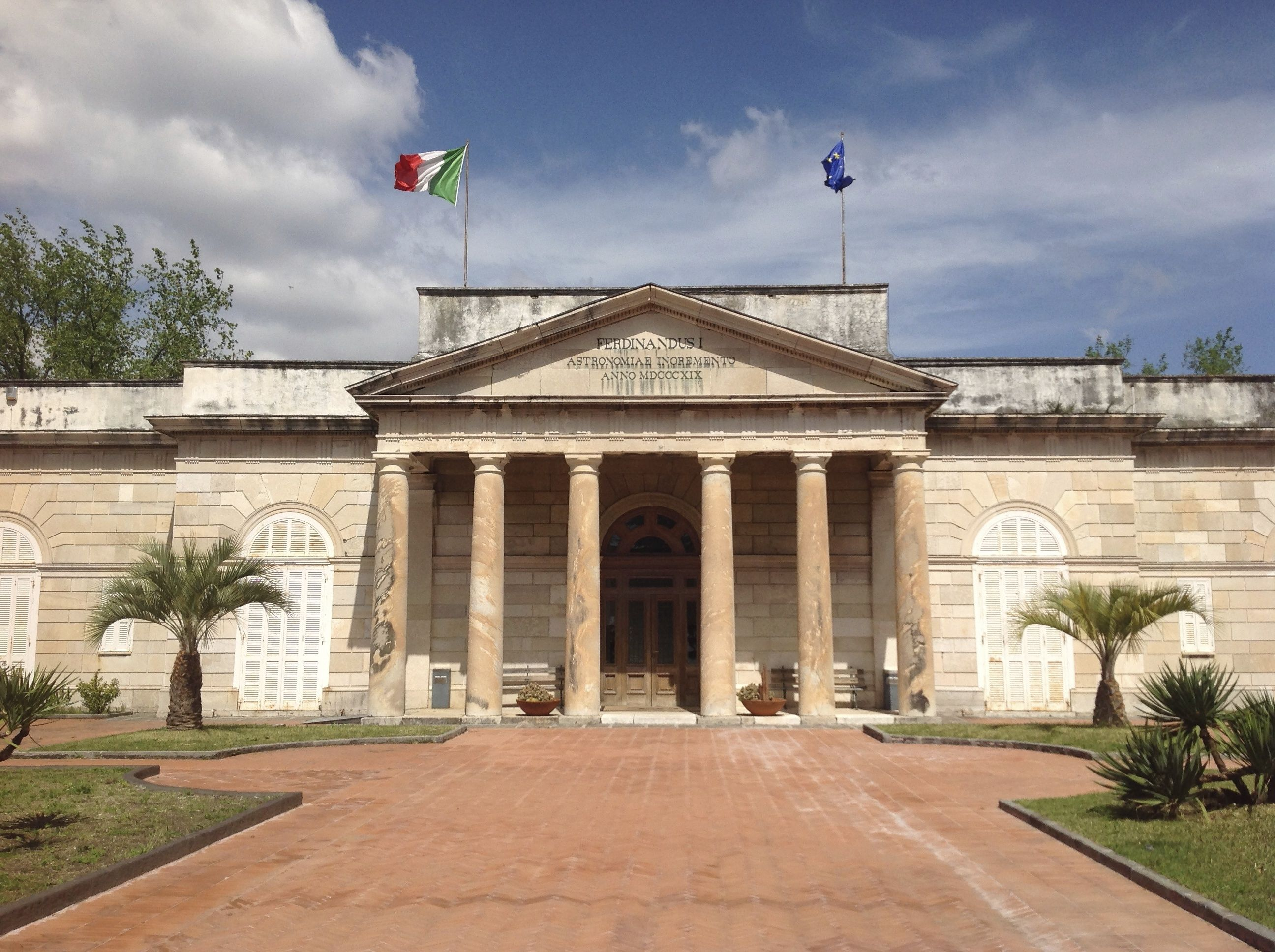
Stefano Gasse, Observatorio Astronómico de Capodimonte, Nápoles.

En la producción arquitectónica realizada durante el decenio francés (1806-1815) se puede apreciar una ruptura más marcada con la tradición barroca. A esta época se adscriben una serie de importantes ejes viarios, el cementerio de Poggioreale, la fachada del Teatro de San Carlos y el inicio de las obras del Largo di Palazzo, la actual Piazza del Plebiscito. A la restauración borbónica se deben la finalización del Largo di Palazzo, con la construcción de la basílica de San Francisco de Paula, la reconstrucción del Teatro de San Carlos tras el incendio que destruyó en 1816 el edificio del siglo xviii, la finalización del Jardín Botánico y del Observatorio Astronómico de Capodimonte (este último por obra de Stefano Gasse), las obras de la Sala del Trono del Palacio Real de Caserta y la remodelación del Palacio Real de Nápoles, dirigidas por Gaetano Genovese.
La fachada del Teatro de San Carlos, iniciada en 1810 por el toscano Antonio Niccolini, está cerca de los modelos franceses y florentinos, con una ligera columnata jónica abierta por encima de una alta base porticada inspirada en la fachada de la Villa di Poggio Imperiale de Florencia, proyectada por Pasquale Poccianti unos pocos años antes. En los años siguientes, la actividad de Niccolini fue intensa: diseñó el complejo de la Villa Floridiana en el Vomero, en cuyo interior construyó la Villa Lucia, proyectó la nueva fachada del Palazzo Partanna en la Piazza dei Martiri, le encargaron la reconstrucción del interior del Teatro de San Carlos tras el incendio de 1816 y elaboró también varios proyectos no realizados para la remodelación del Palacio Real de Nápoles.

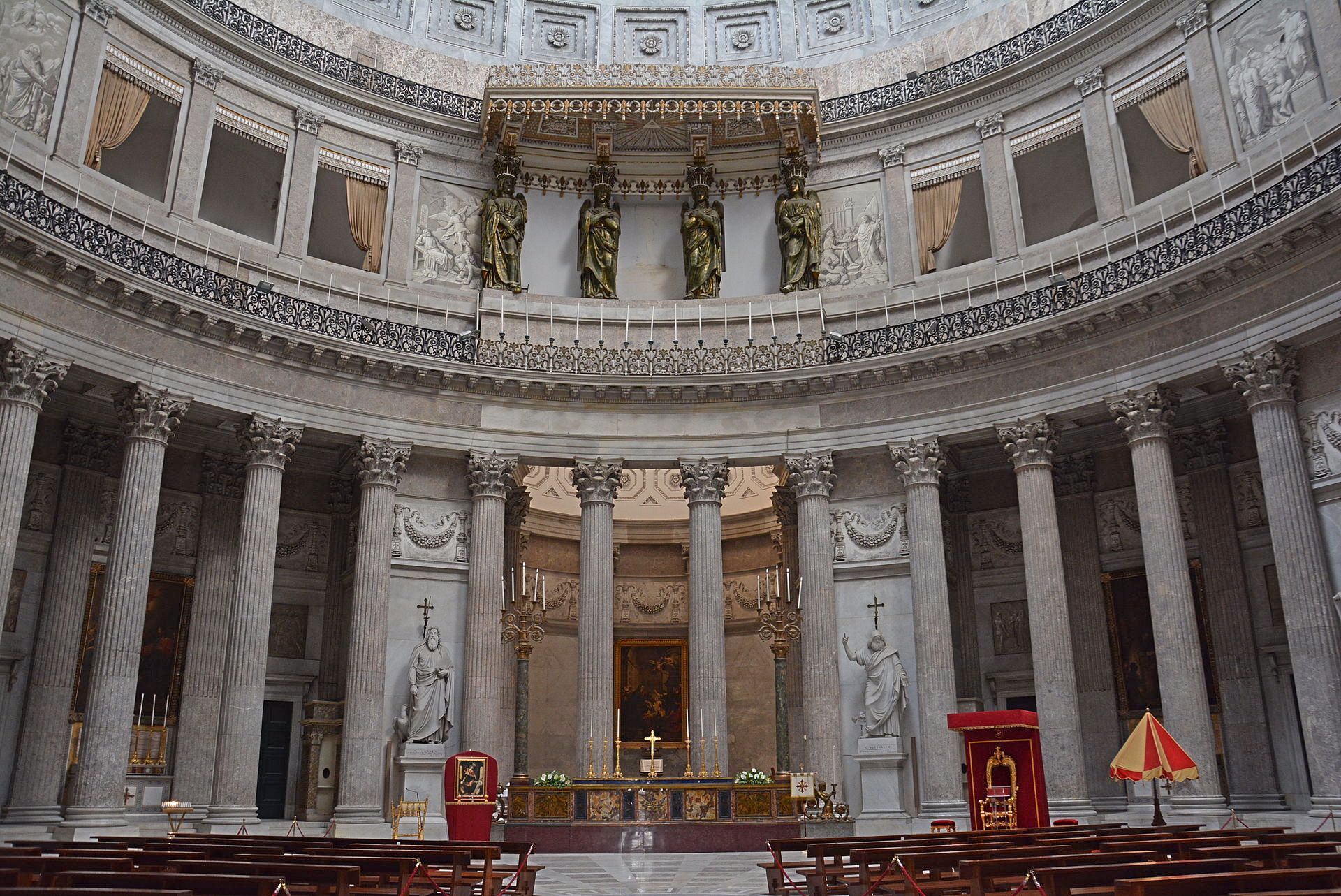
Pietro Bianchi, basílica de San Francisco de Paula, Nápoles.

La basílica de San Francisco de Paula se sitúa entre los edificios religiosos más importantes de la época, hasta el punto de ser considerada por la crítica «la más rica y correcta de las nuevas iglesias italianas». Su construcción, vinculada a los complejos acontecimientos políticos del Reino de Nápoles, fue emprendida como remate del Largo di Palazzo. La primera propuesta de ordenar la plaza que se abría frente al palacio real había sido de José I Bonaparte, pero el inicio de las obras se debe a Joaquín Murat, quien en 1809 convocó un concurso para seleccionar el correspondiente proyecto. El concurso fue ganado por Leopoldo Laperuta, que realizó una columnata elíptica frente al palacio real. Con la restauración de los Borbones de Nápoles, el rey Fernando quiso dar una mayor prominencia al templo que se debía construir en el centro de la columnata. Se convocó un segundo concurso que, tras varias controversias, ganó el proyecto del arquitecto Pietro Bianchi (1787-1849). Bianchi realizó una iglesia claramente inspirada en el Panteón de Roma, del cual se diferencia solo en las proporciones y en la presencia de dos cúpulas menores a ambos lados de la cúpula principal. El efecto global consiguió graduar el paso entre el orden monumental de la plaza y los confusas casas situadas en la colina de Pizzofalcone, detrás de la basílica. El interior de la iglesia, sin embargo, resulta menos interesante que el exterior, rezumando una frialdad propia de un cementerio en su rica decoración de mármol, estuco y guirnaldas. Esta evidente brecha hizo que surgiera la duda de si el neoclasicismo era más adecuado para la arquitectura de las villas, de los palacios y de los teatros que para las iglesias; por este motivo, poco después, la arquitectura eclesiástica se giró hacia el neogótico.

### Sicilia

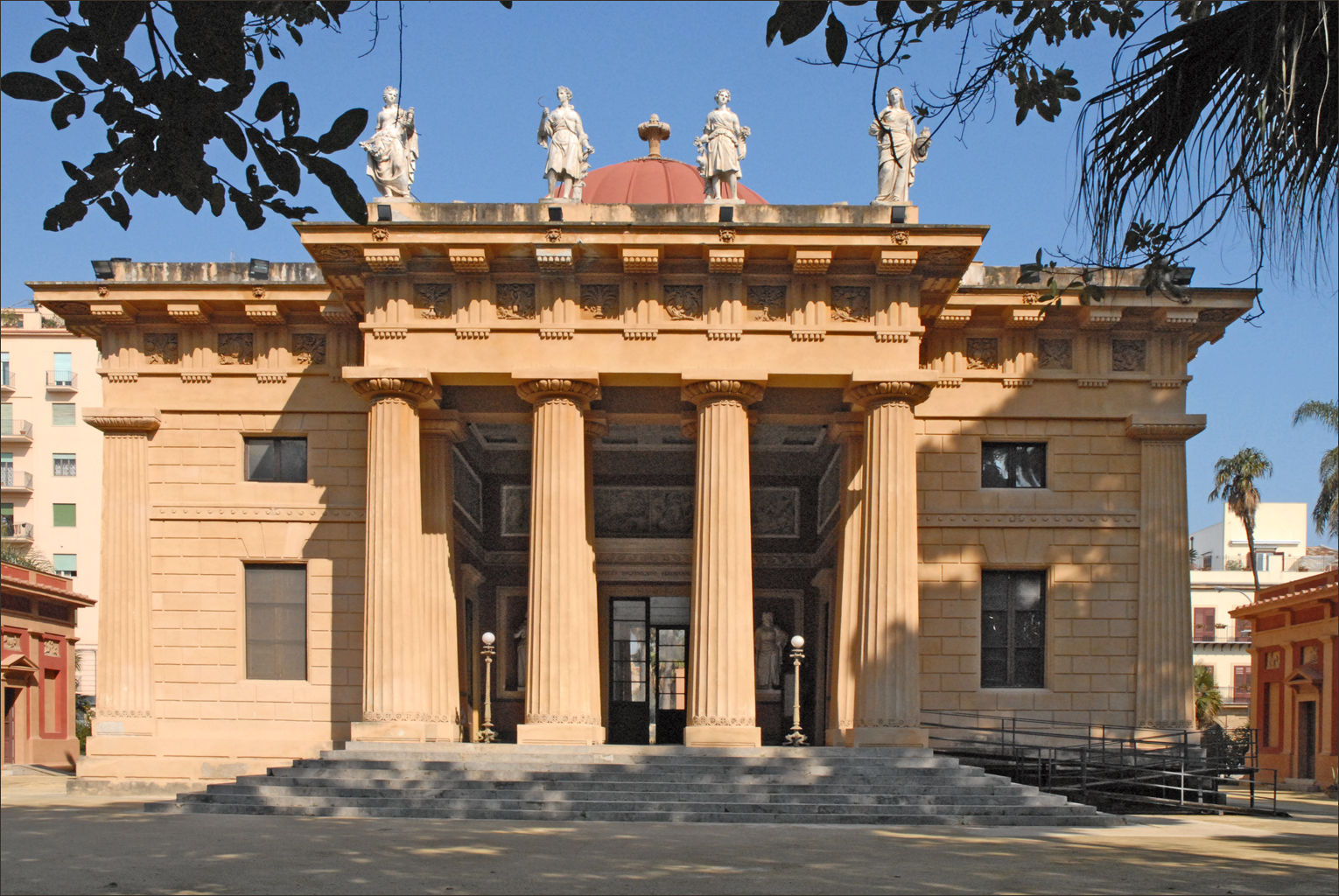
Léon Dufourny, Jardín Botánico, Palermo.

Unida a la actividad de Nápoles, pero distinta de ella, está la siciliana. En ambas zonas geográficas, pese a los hallazgos arqueológicos y al intenso debate que provocó, el neoclasicismo no consiguió realmente afirmarse a gran escala. No obstante, en los mayores centros urbanos, gracias a importantes encargos, se asistió a episodios de gran capacidad innovadora, mientras que en los centros menores la realidad permanecerá ligada a las tipologías tradicionales de la isla.
En Palermo, ya en 1750, se había completado el Palazzo Isnello, cuya fachada principal, obra de un arquitecto desconocido, presenta elementos estilísticos que son precursores del neoclasicismo en la región. En cualquier caso, se considera que la superación del fastuoso barroco siciliano coincidió con la presencia en la isla del francés Léon Dufourny, estudioso de los antiguos templos presentes en la isla y que, a partir de 1789, proyectó el edificio principal del nuevo Jardín Botánico de Palermo, con un pronaos de estilo dorico.

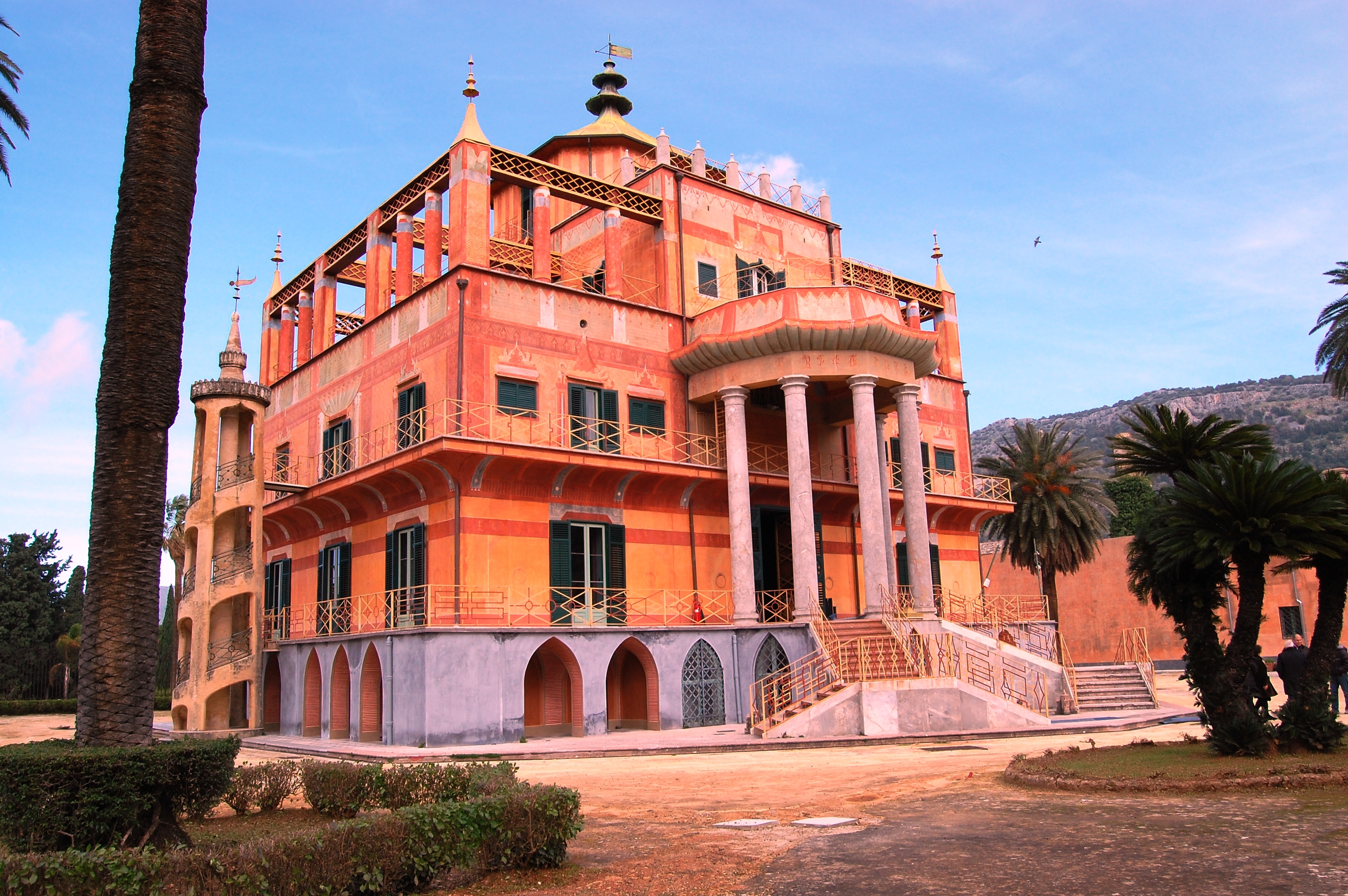
Giuseppe Venanzio Marvuglia, Palazzina Cinese, Palermo.

La figura más interesante es sin embargo la de Giuseppe Venanzio Marvuglia (1729-1814), alumno de Vanvitelli y amigo de Duforny, cuyos edificios asumen a menudo el valor de manifiestos de las pautas más modernas. En sus obras se unen elementos vanvitellianos con ideas procedentes del clasicismo francés, como en el caso del oratorio de san Felipe Neri de Palermo (1769). Es de inspiración francesa el Tepidarium, un pabellón del Jardín Botánico de Palermo construido al lado del de Dufourny. No faltan tampoco referencias a temas exóticos: en la llamada Palazzina Cinese (1799-1802) conviven elementos clásicos y otros extraídos de la arquitectura oriental, que manifiestan la vocación ecléctica del neoclasicismo siciliano. En el jardín del palacete, Marvuglia construyó una fuente con la forma de una gran columna dórica coronada por la figura de Hércules. Entre sus últimas obras cabe mencionar la severa Villa Belmonte, en la ladera del Monte Pellegrino, también en Palermo.
Mucho más tardía y encuadrable más bien en el eclecticismo del siglo xix es la construcción, según el proyecto de Giovan Battista Filippo Basile y de su hijo Ernesto, del Teatro Massimo de Palermo (1875-1897), un faraónico edificio embellecido por un imponente aparato decorativo y una cubierta de hierro.

### Toscana

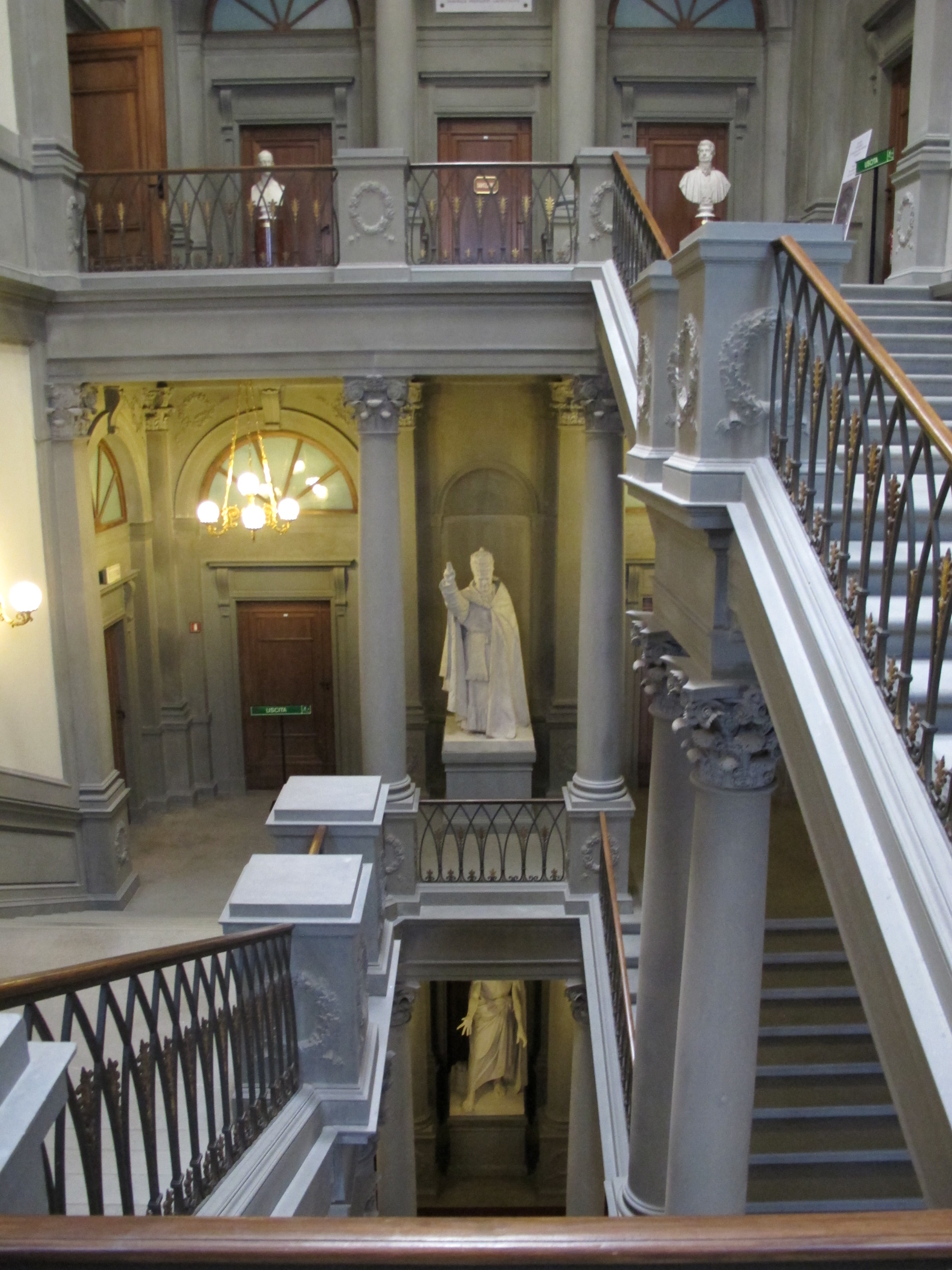
Pasquale Poccianti, escalera monumental del Palazzo Pitti, Florencia.

En la segunda mitad del siglo xviii, Pedro Leopoldo de Lorena se convirtió en el gran duque de Toscana; soberano ilustrado, concentró su atención en la reforma del Estado, demostrando un constante actitud de prudencia hacia los costes de las obras arquitectónicas. En 1784 fundó la Academia de Bellas Artes de Florencia, confiando su dirección a Gaspare Paoletti, que, aunque como continuador de la tradición renacentista, se puede considerar el iniciador del gusto neoclásico en la Toscana. Paoletti, que contaba con una excelente preparación tanto en el plano arquitectónico como en el técnico, transmitió a sus alumnos esta doble vertiente, precisamente en los años en los que en París se producía la escisión entre la Academia de Bellas Artes y la Escuela Politécnica. A diferencia de otras regiones, en las que en los años de la renovación llegaron a menudo arquitectos de fuera, la Academia de Florencia formó directamente a los protagonistas de una época particularmente productiva e interesante para el Gran Ducado de Toscana: Giuseppe Cacialli (1770-1828), Pasquale Poccianti (1774-1858), Luigi de Cambray Digny (1779-1843), Cosimo Rossi Melocchi (1758-1820), Giuseppe Valentini (1752-1833), Alessandro Manetti (1787-1865) y Carlo Reishammer (1806-1883).
En los años de dominio francés, Giuseppe Cacialli encontró un notable éxito: trabajó en la Villa di Poggio Imperiale, en el Palazzo Pitti y en el barrio napoleónico del Palazzo Medici Riccardi. A menudo colaboró con Poccianti, aunque las aportaciones de cada uno son siempre distinguibles. Así, mientras que se debe a Poccianti la parte central de la fachada de la Villa di Poggio Imperiale, es mérito de Cacialli el resto de la obra. En cuanto a las obras del Palazzo Pitti, se deben a Cacialli la Sala de la Ilíada, la Sala de Hércules y el baño de Maria Teresa; y a Poccianti la finalización de la Palazzina della Meridiana (iniciada por Paoletti), la construcción de las dos rotondas a ambos lados de la fachada y la escalera monumental.

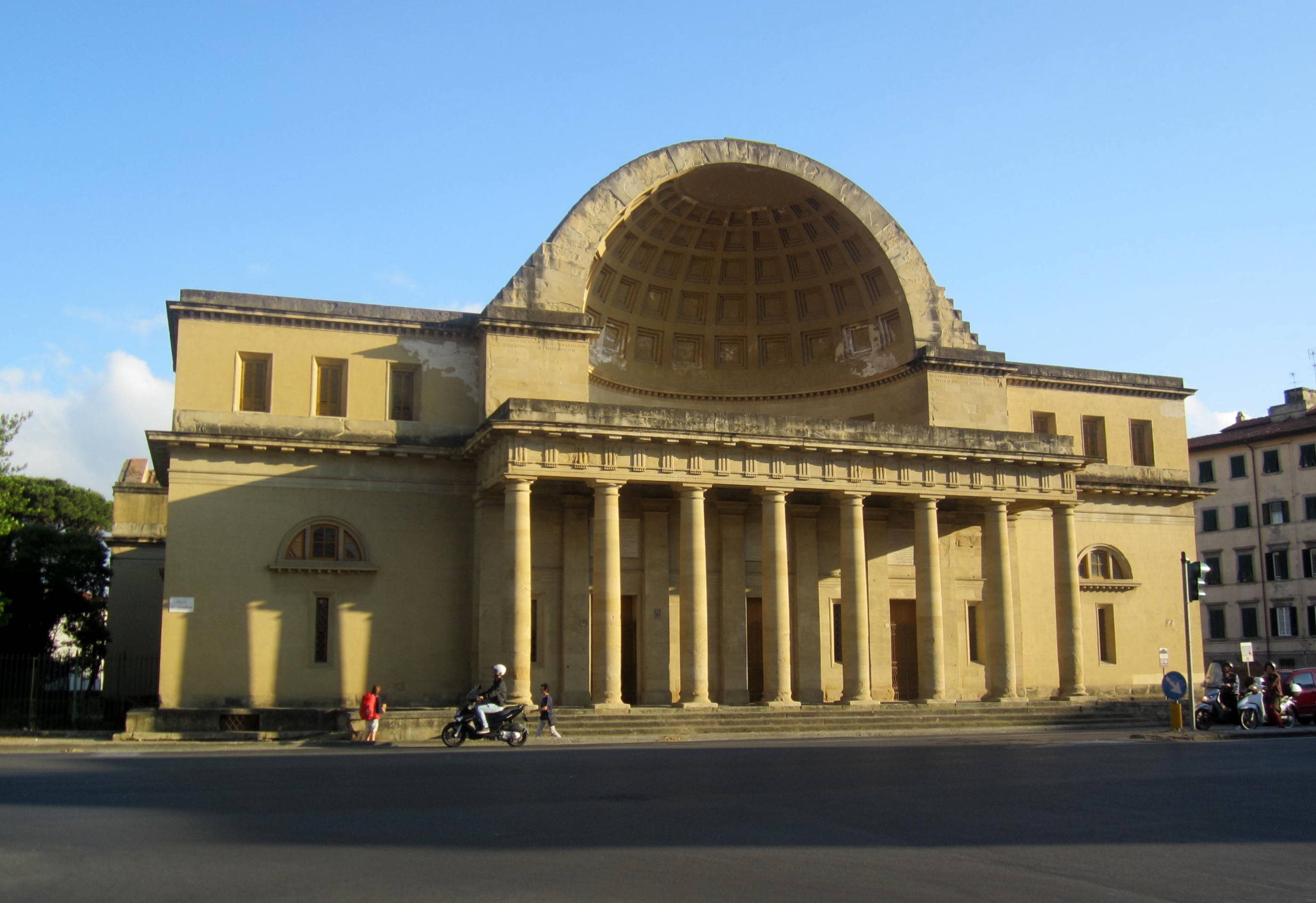
Pasquale Poccianti, Cisternone, Livorno.

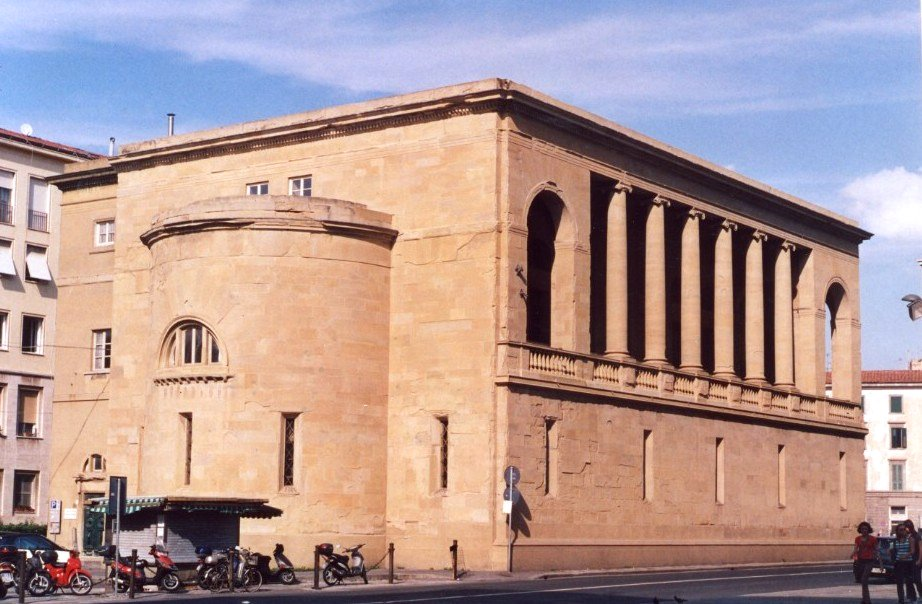
Pasquale Poccianti, Cisternino di città, Livorno.

Tras la Restauración, Pasquale Poccianti se afirmó como el principal arquitecto del Gran Ducado de Toscana. Su adición a la Biblioteca Laurenciana (1816-1841) constituye uno de los ejemplos más relevantes del neoclásico en Florencia, aunque modificó el aspecto general de la construcción de Miguel Ángel. En cualquier caso, su fama está vinculada principalmente a la finalización del Acquedotto Leopoldino de Livorno, que fue iniciado en 1793 por Giuseppe Salvetti. Aquí realizó obras muy cercanas a la arquitectura de Claude-Nicolas Ledoux, como el Cisternone (1829-1842), el depósito colocado al final del recorrido de las conducciones, caracterizado por una «revolucionaria» semicúpula decorada a casetones. Para el acueducto proyectó además otros dos depósitos, el depósito de Pian di Rota y el llamado Cisternino di città. En general, se trata de edificios con volumetrías claras y contrastes marcados, en los que a las influencias francesas se suma el conocimiento de la arquitectura de las termas romanas y de la tradición toscana del siglo xiv (esta última apreciable en las estrechas ventanas troneras abiertas en los masivos volúmenes de los depósitos).
La Toscana de principios del siglo xix presenta un panorama arquitectónico muy animado, quizás a causa de los intensos intercambios culturales con el exterior y, en particular, con Francia. Son numerosas las figuras de relevancia: Luigi De Cambray Digny, autor de la iglesia de san Pedro y san Pablo de Livorno, en la cual los modelos clásicos se filtraron a través de la arquitectura renacentista, en lo que la crítica ha designado «clasicismo romántico», de la Loggia Reale de Florencia y de la iglesia de la Asunción de Montecatini Terme; Cosimo Rossi Melocchi, estudioso de la arquitectura romana, que en Pistoia restauró el Teatro Manzoni y edificó un Panteón de los Hombres Ilustres; Giuseppe Valentini, autor de la casa parroquial de la basílica de Santa Maria delle Carceri de Prato; Alessandro Manetti, que realizó la muralla de Livorno, algunos puentes colgantes y otras obras de ingeniería; y Carlo Reishammer, autor de sorprendentes proyectos que tuvieron como protagonista al hierro fundido, como la iglesia de San Leopoldo de Follonica y la Porta San Marco de Livorno, en la que también parece tomar prestados algunos elementos de la arquitectura de Ledoux.
De formación romana era en cambio el sienés Agostino Fantastici (1782-1845), que probablemente había frecuentado la Academia de San Lucas y había estudiado con Raffaele Stern. Tras volver a su tierra de origen, fue autor de numerosas intervenciones de arquitectura civil y religiosa. Fue influido profundamente por Piranesi, del cual extraerá un repertorio decorativo apreciable en muchas obras suyas, tanto en el campo de la arquitectura como en el diseño de muebles.
En el Ducado de Lucca trabajó Lorenzo Nottolini (1787-1851), que, en los mismos años en los que Poccianti terminaba el acueducto de Livorno, trabajó en el impresionante sistema de abastecimiento de Lucca, realizando un acueducto perfectamente rectilíneo de tres kilómetros de longitud, sostenido por más de cuatrocientos arcos.

### Trieste

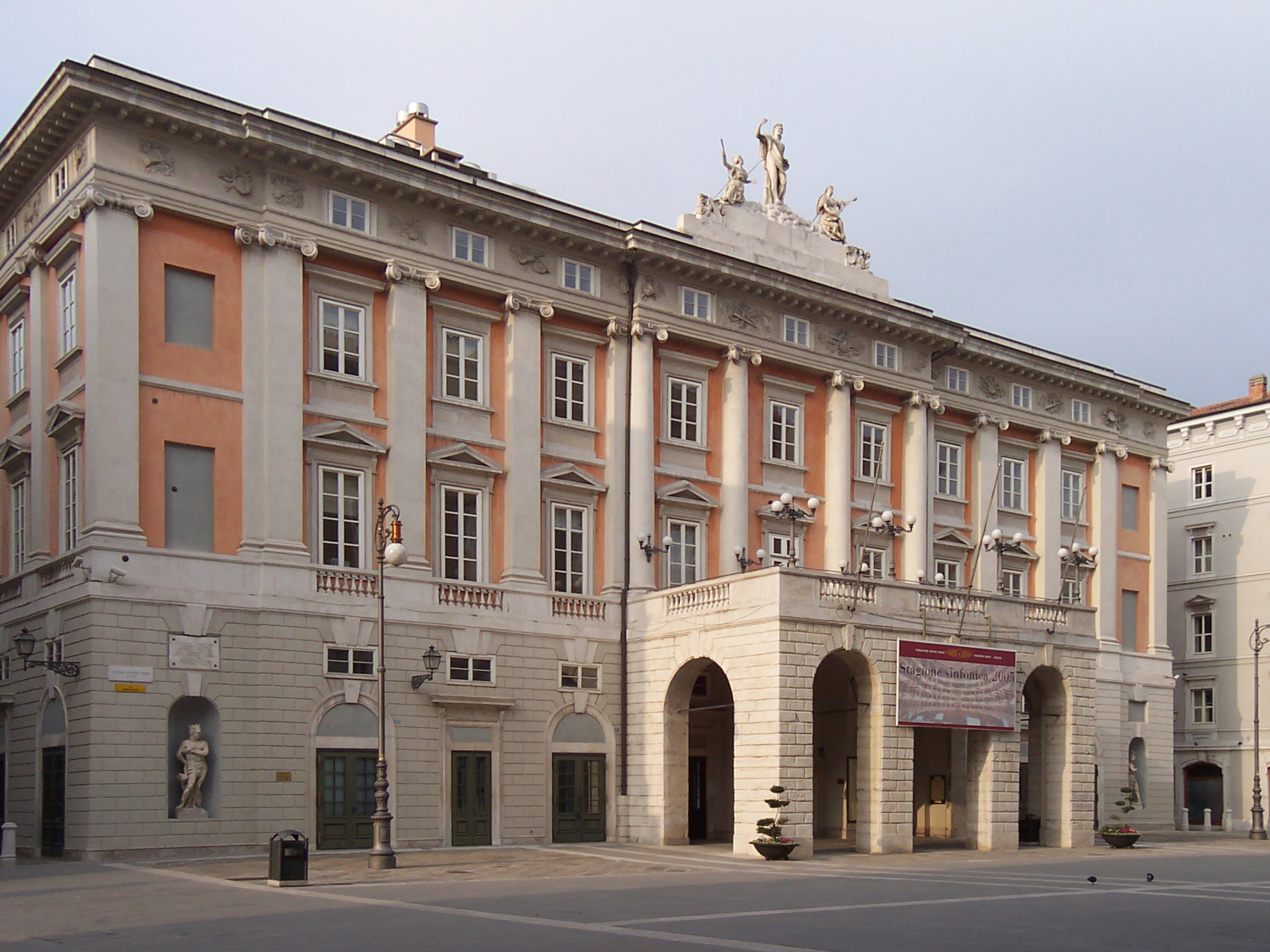
Matteo Pertsch, Teatro Verdi, Trieste.

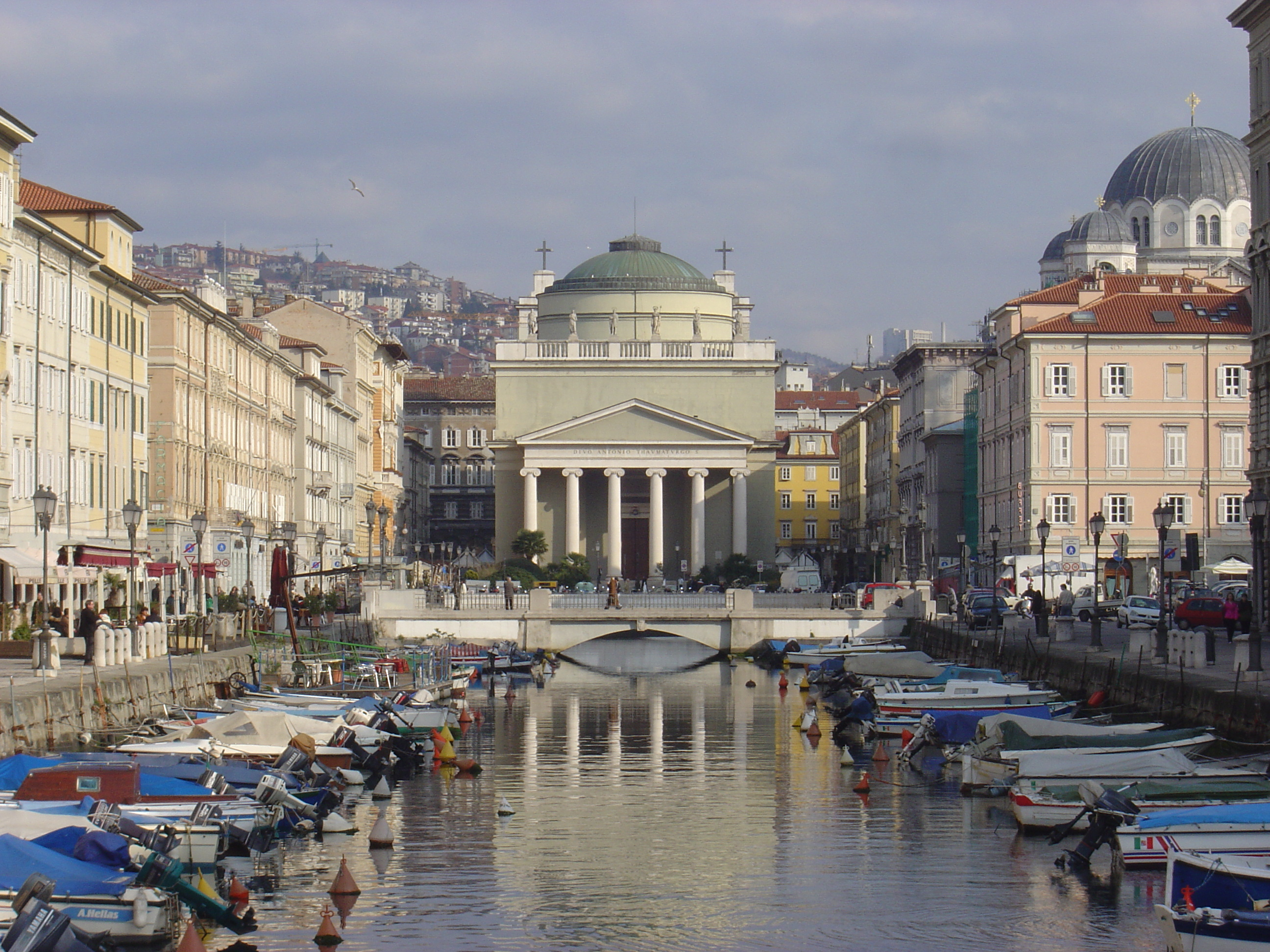
Pietro Nobile, iglesia de Sant'Antonio Nuovo, Trieste.

La ciudad de Trieste fue escenario de episodios para nada secundarios en la historia del neoclasicismo italiano. Puerto franco del Imperio Austriaco, en 1729 tenía unos cuatro mil habitantes; a principios del siglo xix eran unos treinta mil. La ciudad del siglo xviii fue trazada por Francesco Saverio Bonomo, que diseñó un sistema viario en damero en lugar de las abandonadas salinas. El trazado de la nueva ciudad coincidió con el desarrollo de un gusto neoclásico que respondía a las exigencias de la burguesía de la ciudad.
La Villa Necker, la Villa Murat y el Palazzo Pitteri (1780) son las obras que anticipan el neoclasicismo triestino. En cualquier caso, la primera estructura adherente a un lenguaje neoclásico propiamente dicho fue el Teatro Verdi, construido a partir de 1798 por Giannantonio Selva y completado en su mayor parte por Matteo Pertsch (1769-1834). Su similitud con el Teatro alla Scala de Milán es testimonio de la formación del arquitecto, ya que había sido alumno de la Academia de Brera y de Giuseppe Piermarini.
También es de Pertsch el Palazzo Carciotti (1806), precedido por un pórtico hexástilo que sobresale ligeramente y sostiene una barandilla monumental, detrás de la cual se abre una cúpula hemisférica. La obra, una mezcla del clasicismo nórdico y de reminiscencias palladianas, influyó durante mucho tiempo a la arquitectura civil triestina. Entre sus otras obras se encuentra la Rotonda Panzera (1818), que fue destinada originalmente a albergar una logia masónica. La conformación irregular de la parcela determinó el diseño de una fachada curvilínea, con un sótano sobre el cual se eleva un orden gigante de columnas jónicas. En el concurso para la Bolsa Mercantil, sin embargo, ante el proyecto de Pertsch fue preferido el de Antonio Mollari, que diseñó un edificio dotado de un pronaos tetrástilo.
El edificio más emblemático del neoclasicismo triestino es la iglesia de Sant'Antonio Nuovo, proyectada en 1808 por Pietro Nobile (1776-1854) y construida a partir de los años veinte del mismo siglo. La forma de la parcela, larga y estrecha, hizo que el arquitecto tesinés alterara el tema del Panteón, diseñando un cuerpo de planta rectangular con una cúpula en el centro. La particularidad más evidente de la iglesia es su posición escenográfica, al final del Gran Canal, sobre el cual destaca su fachada simple: un pronaos hexástilo coronado por un frontón y por una barandilla decorada con estatuas, con la gran cúpula al fondo. El interior es una sucesión de tres naves, en una composición armoniosa y luminosa, uniforme pero no monótona.
Si la iglesia de Sant'Antonio Nuovo ha sido definida como la obra más interesante de su época desde el punto de vista espacial, la Casa Costanzi, realizada por Nobile en torno a 1840, se presenta en un estilo claro y sin ornamentos, muy alejado de la moda europea de la época.

### Lombardía

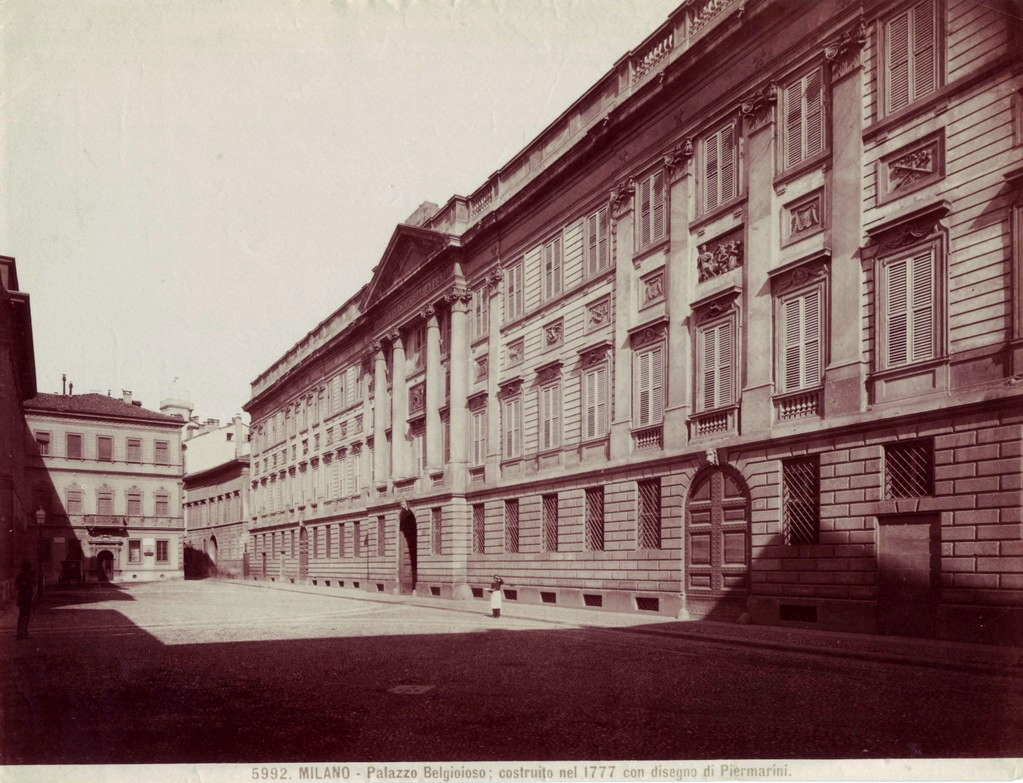
Giuseppe Piermarini, Palazzo Belgioioso, Milán.

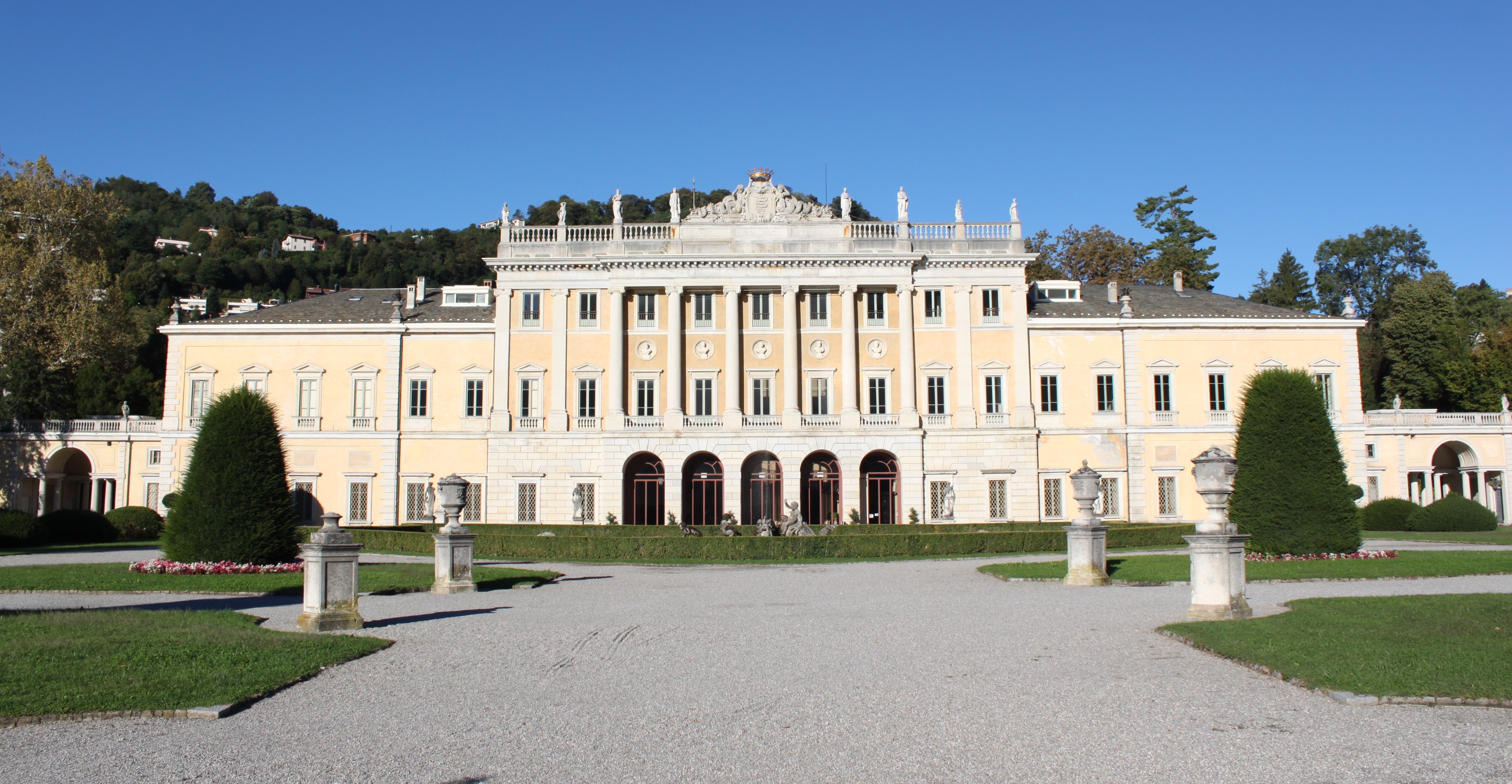
Simone Cantoni, Villa Olmo, Como.

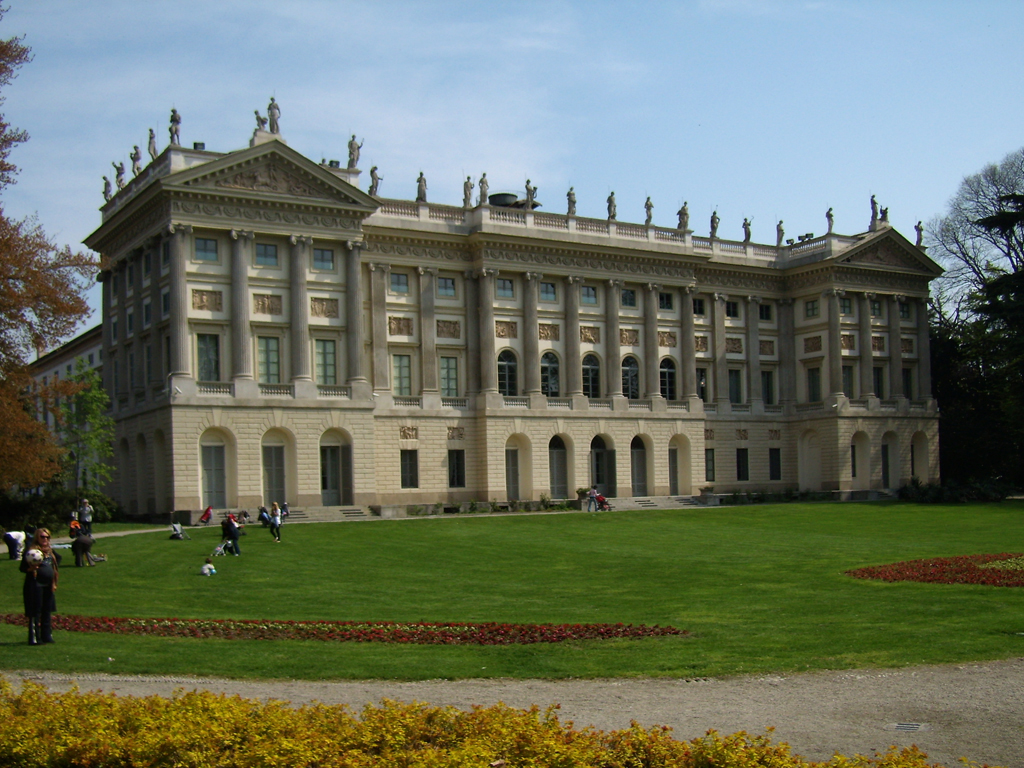
Leopoldo Pollack, Villa Real, Milán.

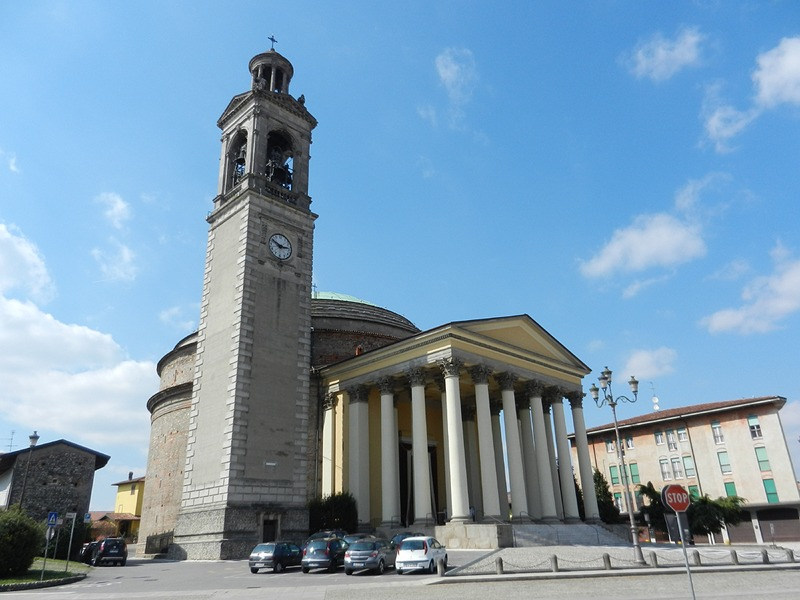
Luigi Cagnola, iglesia de San Lorenzo Martire, Ghisalba.

En las últimas décadas del siglo xviii, Lombardía estaba todavía bajo el dominio del Imperio Austriaco. El clima reformista iniciado por María Teresa sentó las bases de un fuerte impulso en el campo arquitectónico; fueron llamados numerosos artistas, se formaron escuelas y estudios profesionales. En Milán la escena está inicialmente dominada por Giuseppe Piermarini (1734-1808), cuyo lenguaje, sin embargo, todavía no se puede considerar completamente neoclásico. Formado en Roma, fue alumno de Vanvitelli, del cual había sido ayudante en las obras del Palacio Real de Caserta; entre sus obras más significativas cabe mencionar el Palazzo Belgioioso (1772-1781), destinado a convertirse en paradigma de los palacios milaneses, la Villa Real de Monza (desde 1776), en la que rechaza la búsqueda de fluencias espaciales e interpenetraciones de los diferentes volúmenes, y el Teatro alla Scala (1776-1778), que se convertirá en el modelo de los teatros neoclásicos europeos. En general, el léxico de Piermarini tiene un sabor internacional, que lo acerca a Ange-Jacques Gabriel, a la escuela austriaca, y sobre todo a Vanvitelli; afinidades que se pueden ver por ejemplo en la fachada del Palazzo Belgioioso, cuyo tímpano central y el uso del almohadillado recuerdan al Palacio Real de Caserta.
Contemporáneo de Piermarini fue Simone Cantoni (1739-1818), que había trabajado también para Vanvitelli y se había formado en la Academia de Parma, bajo Ennemond Alexandre Petitot, y en Génova con Emanuele Andrea Tagliafichi. En comparación con Piermarini, Cantoni fue autor de una arquitectura más austera, capaz de suscitar mayores valores emotivos. En Milán diseñó el Palazzo Serbelloni, que presenta un cuerpo central con columnas que sostienen un frontón; en Como construyó la Villa Olmo, con una fachada dotada de una noble elocuencia.
Al mismo tiempo, en Mantua, la fundación de la Academia, en 1752, decretó una cierta autonomía cultural de Milán. La principal figura de referencia de la Academia fue el arquitecto veronés Paolo Pozzo, cuyo estilo, inspirado en el del siglo xvi, tenía su origen en una profunda reflexión sobre la obra de Giulio Romano. Bajo las enseñanzas de Pozzo se formaron Leandro Marconi, activo en la zona de Cesena con obras significativas en el ámbito de la decoración de paredes, y Antonio Colonna, autor del Palazzo d'Arco de Mantua.
Es de Leopoldo Pollack (1751-1806) y Luigi Canonica (1764-1844), alumnos de Piermarini, el mérito de haber afirmado las nuevas tendencias arquitectónicas, confiriéndolas un tono más unitario y coherente. Pollack, de origen y formación vienesa, trabajó sobre todo para la nobleza milanesa. Su fama está vinculada a la Villa Real de Milán (1790-1796), que pese a inspirarse en modelos franceses y palladianos, presenta el carácter compacto de la fachada del Palazzo Belgioioso. Entre las otras obras de Pollack se encuentran la Villa Casati de Muggiò y la rotonda de la Via Borgovico, en Como, en las cuales el elemento dominante es el salón central oval. Sin embargo, como las de Piermarini y de Canonica, las plantas de Pollock no resultan particularmente interesantes.
Durante la ocupación francesa, Piermarini volvió a su nativa Foligno y el tesinés Canonica fue nombrado «Arquitecto del Estado» y ocupó el cargo de director de la Comisión de Decoración. A esta comisión, instituida en 1807, se debe la elaboración del plano regulador de Milán, un instrumento destinado a regular la construcción privada y a expropiar los terrenos para realizar los nuevos ejes viarios. En este contexto, Canonica pudo seguir diferentes intervenciones urbanísticas y construir muchos edificios públicos: en particular, es suya la ampliación del Collegio Elvetico para transformarlo en el Senado. Experto de la arquitectura de los teatros, siguió la ampliación de la Scala y realizó otros en varias ciudades de la Italia septentrional. Es suyo el diseño de la Arena, fruto de un proyecto más amplio, impulsado también por Giovanni Antonio Antolini, para la remodelación de las zonas situadas alrededor del Castillo Sforzesco.
A estos siguió Luigi Cagnola (1762-1833), cuya obra representa el mayor desarrollo de la arquitectura de Piermarini. Cagnola fue un racionalista convencido, que se inspiró en la tradición arquitectónica italiana. Construyó la Porta Ticinese (1801-1813) y el Arco della Pace en Milán, la masiva y vistosa Rotonda di Inverigo (1814-1830), de estilo neogriego y que se puede considerar su obra maestra, y la iglesia de San Lorenzo de Ghisalba (1822), un edificio inspirado en el Panteón. El edificio que cierra el neoclasicismo milanés es la iglesia de San Carlo al Corso, de Carlo Amati, una obra completada en 1847, en la cual se insertan toques palladianos y bramantescos, considerada sin embargo demasiado imponente en sus dimensiones.

### Piamonte

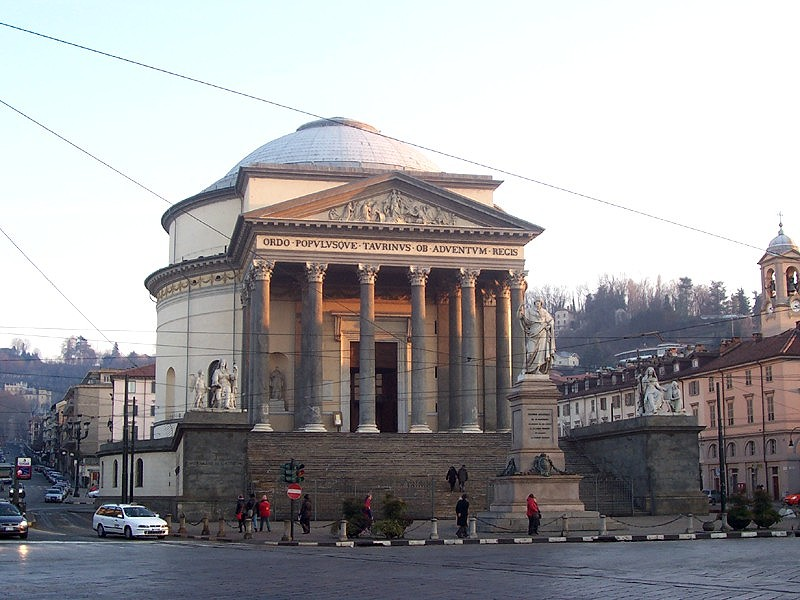
Ferdinando Bonsignore, iglesia de la Gran Madre di Dio, Turín.

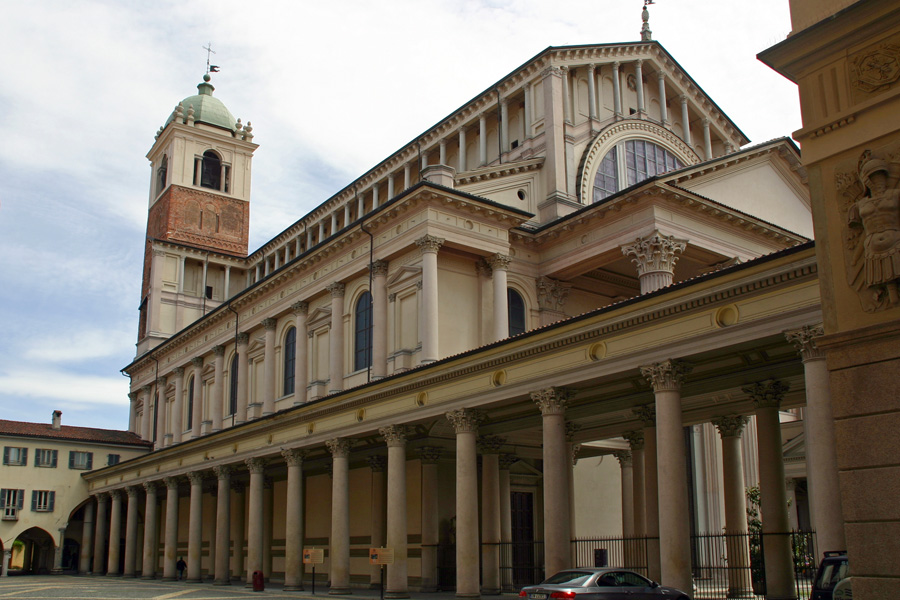
Alessandro Antonelli, Catedral de Novara.

En Piamonte, en la fase de transición al neoclasicismo participaron activas personalidades, a menudo en estrecha relación con las sociedades de estudiosos subalpinos involucradas con la nueva circulación de cultura, en dirección romana y parisina; recordamos a Giuseppe Battista Piacenza, Carlo Randoni, y algunas precoces obras de Filippo Castelli.
En esta región el neoclásico tuvo un fuerte valor urbanístico más que arquitectónico. Entre 1810 y 1816, la ciudad de Turín pasó de 66 000 a 88 000 habitantes; se demolieron las antiguas fortificaciones y se construyeron nuevos ejes viarios y nuevos barrios. El punto focal de las nuevas ampliaciones fue la iglesia de la Gran Madre di Dio (1814-1831), un edificio de planta circular, precedido por un pronaos que sigue el modelo del Panteón de Roma, erigido por Ferdinando Bonsignore (1767-1843) junto a la Piazza Vittorio Veneto.
Las enseñanzas de Bonsignore, en la universidad y en la academia, crearon más generaciones de hábiles arquitectos, los cuales difundieron por todo el Piamonte y también en el Genovesado y la zona de Niza los resultados de una escuela de gran valor y profundidad cultural. Cabe mencionar, entre otros, al culto Giuseppe Maria Talucchi, mano derecha de Bonsignore en la universidad y autor de la imponente iglesia de Santa Maria del Borgo de Vigone (1835 ss.), Benedetto Brunati, Luigi Canina, Ernesto Melano, el suizo Giuseppe Leoni, Giuseppe Formento, Giovanni Pessatti, Michelangelo Bossi, etc. En las obras de la corte, a partir de los años de Carlos Alberto de Saboya, en el Palacio Real de Turín, en la finca de Pollenzo y en el Castillo de Racconigi trabajó como director artístico Pelagio Palagi, asistido sobre arquitectura por Carlo Sada, que también realizó obras autónomas.
Por último, en la segunda mitad del siglo xix se debe mencionar a Alessandro Antonelli, alumno de Bonsignore y Talucchi, autor de la Catedral de Novara, que revistió de elementos clásicos la enorme Mole Antonelliana de Turín y la cúpula de la basílica de San Gaudencio en la misma Novara, forzando las proporciones canónicas hacia una nueva idea de arquitectura, fuertemente marcada por la experimentación estructural.

### Génova

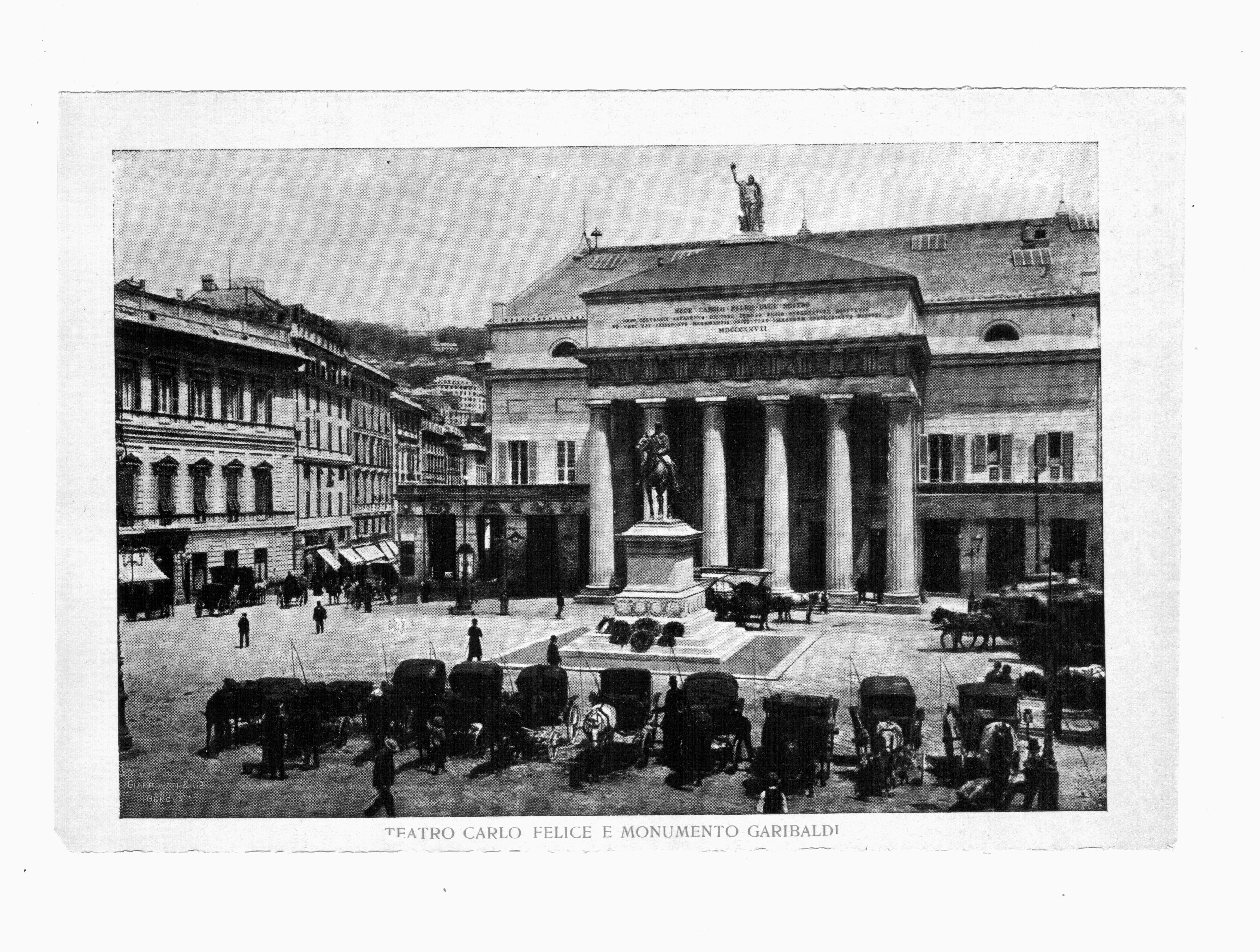
Carlo Barabino, Teatro Carlo Felice, Génova.

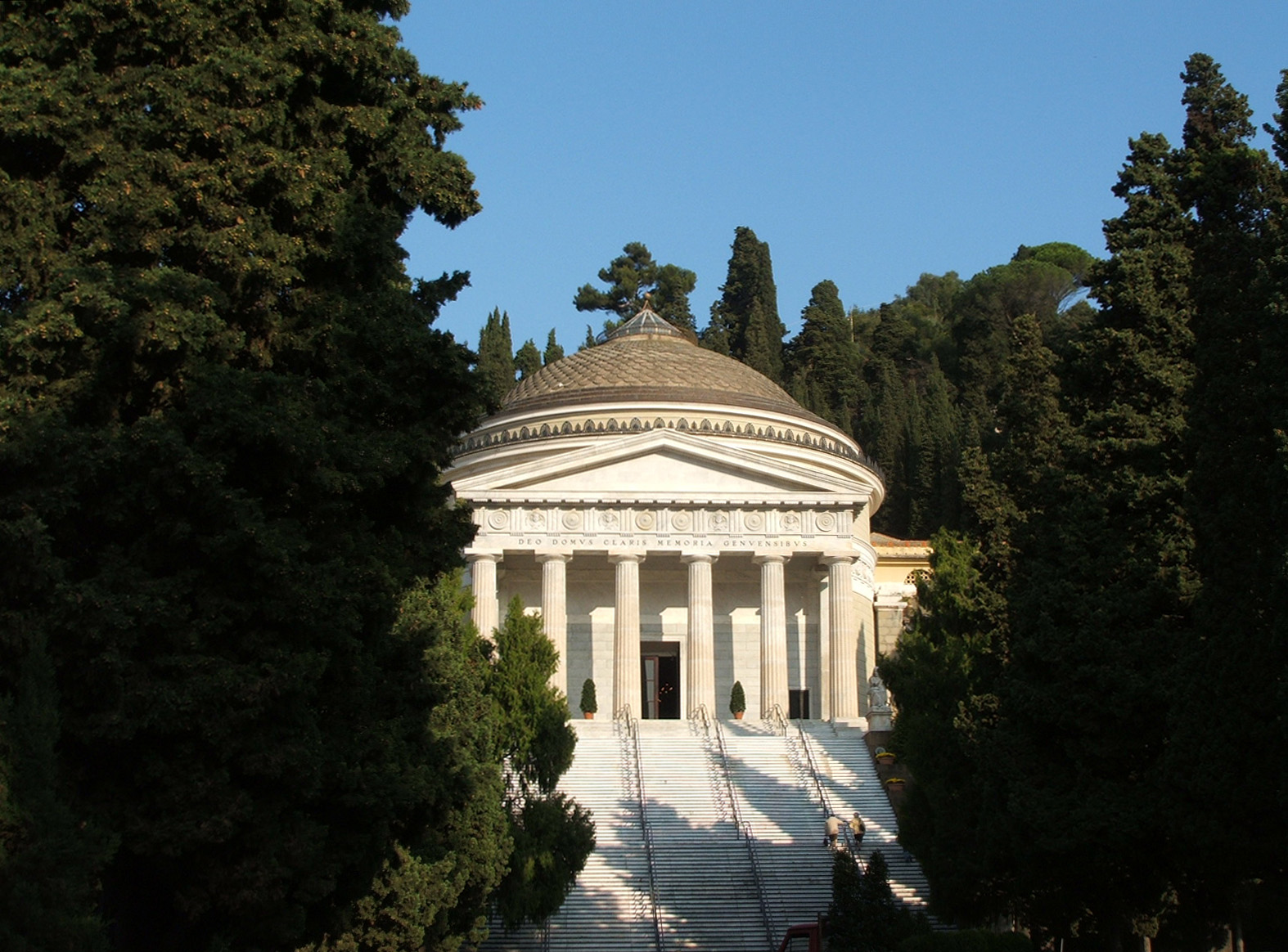
Carlo Barabino, Cementerio monumental de Staglieno, Génova.

En Génova, el precursor del neoclasicismo fue Emanuele Andrea Tagliafichi (1729-1811); formado en Roma, fue el primer urbanista de la capital ligur, profesor en la Academia Lingüística de Bellas Artes de la ciudad y, desde 1806, miembro del Istitut de France. Entre sus obras, en las cuales se advierten fuertes referencias a Palladio, se distingue el Palazzo Durazzo-Pallavicini (ca. 1780). En 1777 participó en el concurso para la reconstrucción del Palacio Ducal, del que sin embargo resultó vencedor el proyecto del tesinés Simone Cantoni.
Fue alumno de Tagliafichi Carlo Barabino (1768-1835), el arquitecto genovés más importante del siglo xix. Empezó con la construcción de un lavadero público en la Via dei Servi, una estructura fuertemente expresiva caracterizada por cinco arcos coronados por un tímpano. La obra de Barabino se afirma en los años de la Restauración, cuando la Liguria pasó a formar parte del Reino de Cerdeña. En los años veinte realizó el primer jardín público de la ciudad y se ocupó de la remodelación del centro con la apertura de la Via Carlo Felice y de la Piazza di San Domenico, con el Teatro Carlo Felice (obra maestra del neoclasicismo italiano, gravemente dañado durante la Segunda Guerra Mundial) y la sede de la Academia.
Sus obras tienen un fuerte valor urbanístico. En particular, el encuentro entre el Palazzo dell'Accademia y el Teatro Carlo Felice determina la creación de un espacio abierto en planta que, en alzado, no tiene nada de estático ni monótono. La fachada del teatro, hacia la Via Carlo Felice, muestra la prevalencia de los llenos sobre los vacíos, mientras que el lado hacia la Piazza San Domenico se destaca por el alto pronaos hexástilo coronado por un masivo ático que continúa a lo largo de todo el perímetro de la construcción, fundiéndose así con el Palazzo dell'Accademia.
Entre las otras creaciones de Barabino cabe mencionar también el Cementerio monumental de Staglieno, completado por su alumno Giovanni Battista Resasco, donde introdujo muchos elementos de la tradición clásica, como una copia del Panteón, situada en posición elevada respecto a la base del cementerio.